# Ligne 9 du métro de Paris
Vous lisez un « article de qualité » labellisé en 2008.  Il fait partie d'un « bon thème ».
La ligne 9 du métro de Paris est une des seize lignes du réseau métropolitain de Paris. Elle relie la station Pont de Sèvres située à Boulogne-Billancourt, à l'ouest de Paris, troisième ville de la région par sa population, à la station Mairie de Montreuil à Montreuil, deuxième commune la plus peuplée de la Seine-Saint-Denis après Saint-Denis, à l'est de la capitale. Cette ligne est une des plus longues et des plus fréquentées du réseau, avec 133,24 millions de voyageurs en 2024, ce qui la place en troisième position de l'ensemble des lignes de métro de la RATP, après la ligne 1 et la 4.
Son parcours traverse le sud-ouest, le centre-nord et l'est de la capitale française avec un tracé parabolique, commun avec la ligne 8 sur une partie de son itinéraire. Elle relie deux secteurs socialement très opposés, les quartiers bourgeois de l'ouest parisien et les quartiers populaires de l'est en voie de gentrification. La ligne 9 a été mise en service à partir de 1922. Elle est la première à desservir la banlieue parisienne en commençant par l'ouest en 1934 puis l'est en 1937, date depuis laquelle elle a peu évolué.

Plan de la ligne.

## Histoire

### Chronologie

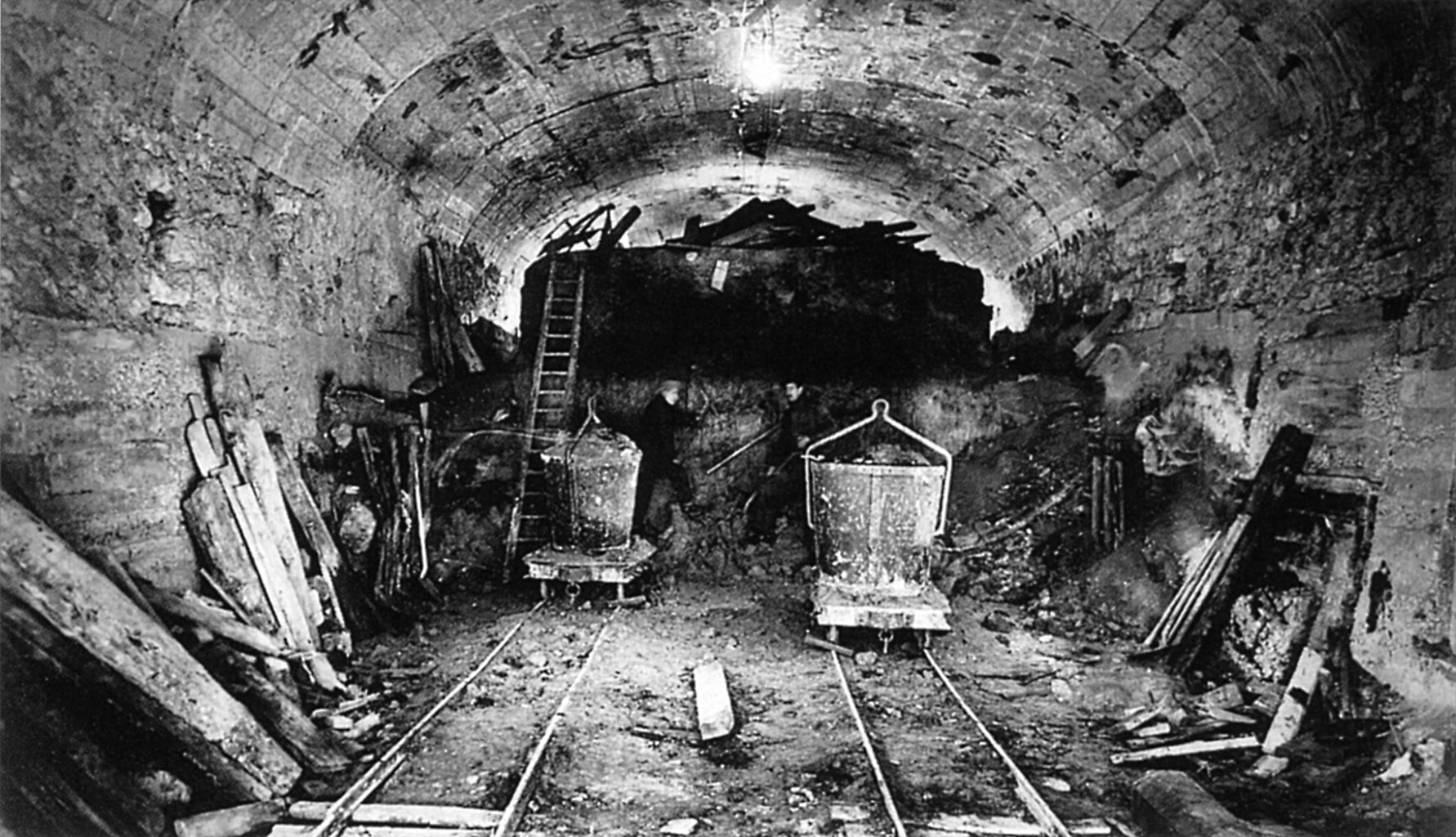
Les travaux de construction de la ligne 9.

- 14 juin 1901 : le conseil municipal de Paris décide de faire étudier un réseau complémentaire au métro de Paris
- 4 décembre 1901 : Fulgence Bienvenüe soumet le projet complémentaire
- 31 juillet 1909 : déclaration d'utilité publique
- 1911 : début des travaux
- 8 novembre 1922 : mise en service de la section Trocadéro - Exelmans
- 27 mai 1923 : prolongement au nord-est jusqu'à Saint-Augustin
- 3 juin 1923 : prolongement au nord-est jusqu'à Chaussée d'Antin - La Fayette
- 29 septembre 1923 : prolongement au sud-ouest jusqu'à Porte de Saint-Cloud
- 30 juin 1928 : prolongement à l'est jusqu'à Richelieu - Drouot
- 10 décembre 1933 : prolongement à l'est jusqu'à Porte de Montreuil
- 3 février 1934 : prolongement au sud-ouest jusqu'à Pont de Sèvres
- 14 octobre 1937 : prolongement à l'est jusqu'à Mairie de Montreuil
- 14 mai 2013 : début de livraison des MF 01 à livrée RATP-STIF à l'atelier de Bobigny (ligne 5)
- 21 octobre 2013 : mise en service commerciale de quatre MF 01 à livrée RATP-STIF sur la ligne
- 14 décembre 2016 : dernière journée de circulation d'un MF 67 sur la ligne avant sa mutation sur la ligne 12[1]

### Desserte du16earrondissement
Le succès rencontré par les premières lignes du métropolitain incite le Conseil municipal de Paris, lors de sa délibération du 14 juin 1901, à projeter un réseau complémentaire, afin de ne laisser aucun point de la ville à plus de quatre cents mètres d'une station. Le projet est étudié par Fulgence Bienvenüe et soumis au Conseil municipal le 4 décembre 1901.
La ligne 9 est au départ conçue, non comme une ligne autonome sous cet indicatif, mais comme un simple embranchement de la ligne 2 sud, actuelle ligne 6, du Trocadéro jusqu'à la porte de Saint-Cloud, soit 4,530 kilomètres. Cet embranchement est concédé à la compagnie du chemin de fer métropolitain de Paris (CMP) par la Ville le 26 mars 1904. La loi autorise la Ville à lancer un troisième emprunt de quarante-cinq millions de francs, destiné à financer la construction de cet embranchement, ainsi que les prolongements des lignes 3 et 7. L'emprunt n'est émis qu'en avril 1910, la déclaration d'utilité publique n'étant pas encore promulguée.
Le tronçon est déclaré d'utilité publique le 31 juillet 1909. Mais en 1910, la concession par la Ville de Paris du réseau complémentaire qui comprend un tronçon Trocadéro - Opéra, long de 3,995 kilomètres, incite à rapprocher ces deux tronçons et à constituer une seule ligne. L'objectif principal de la ligne 9 est de relier le 16e arrondissement de Paris aux quartiers commerciaux de la rive droite, en suivant le cours de la Seine et les divers axes de communication qui se sont implantés au fil du temps sur cet axe, comme les trajets des bateaux parisiens et les lignes de tramway. En 1911, la Ville met en chantier le tronçon Trocadéro - Porte de Saint-Cloud et son prolongement à Opéra. En 1914, l'infrastructure est à peu près achevée, à l'exception du terminus de Porte de Saint-Cloud. Cependant, la Première Guerre mondiale fait ralentir les travaux.
Le terminus nord de Chaussée d'Antin est prévu comme une station classique à deux voies, car le prolongement de la ligne vers les Grands Boulevards est déjà envisagé. En revanche, le terminus de la porte de Saint-Cloud connaît de nombreuses vicissitudes. Au départ est envisagée la construction d'un terminus avec une boucle de retournement, située sous les fortifications, et un raccordement à la ligne 8 (actuelle ligne 10) à Porte d'Auteuil ; mais ce projet est refusé par l'autorité militaire. D'autres projets sont également refusés par la même autorité. Finalement, la CMP imagine de prolonger la ligne vers le pont de Saint-Cloud à Boulogne-Billancourt. Ce nouveau projet suscite une franche opposition de la municipalité, probablement sous la pression des compagnies de tramways qui voient d'un mauvais œil cette concurrence. En 1918, un accord est enfin trouvé : un terminus en tiroir est prévu sous la porte de Saint-Cloud, avec des voies de garage sous l'avenue Édouard-Vaillant à Boulogne-Billancourt. Mais la classification de cette avenue en route nationale impose une déclaration d'utilité publique, qui n'est promulguée que le 27 juillet 1919. À cette date, tout le reste du tronçon est déjà achevé.
De Porte de Saint-Cloud à Chaussée d'Antin - La Fayette, la ligne comporte dix-sept stations, toutes voûtées à l'exception de La Muette à plafond métallique et Porte de Saint-Cloud à plafond en béton. La station Saint-Augustin est conçue à trois voies afin d'établir une jonction vers la porte des Ternes, qui n'est finalement pas réalisée. La présence d'un tiroir de la ligne B du « Nord-Sud » devant la gare Saint-Lazare impose de positionner la ligne 9 plus au sud, sous le boulevard Haussmann, ce qui l'éloigne de la gare et réduit son potentiel de correspondances.

### Une construction difficile

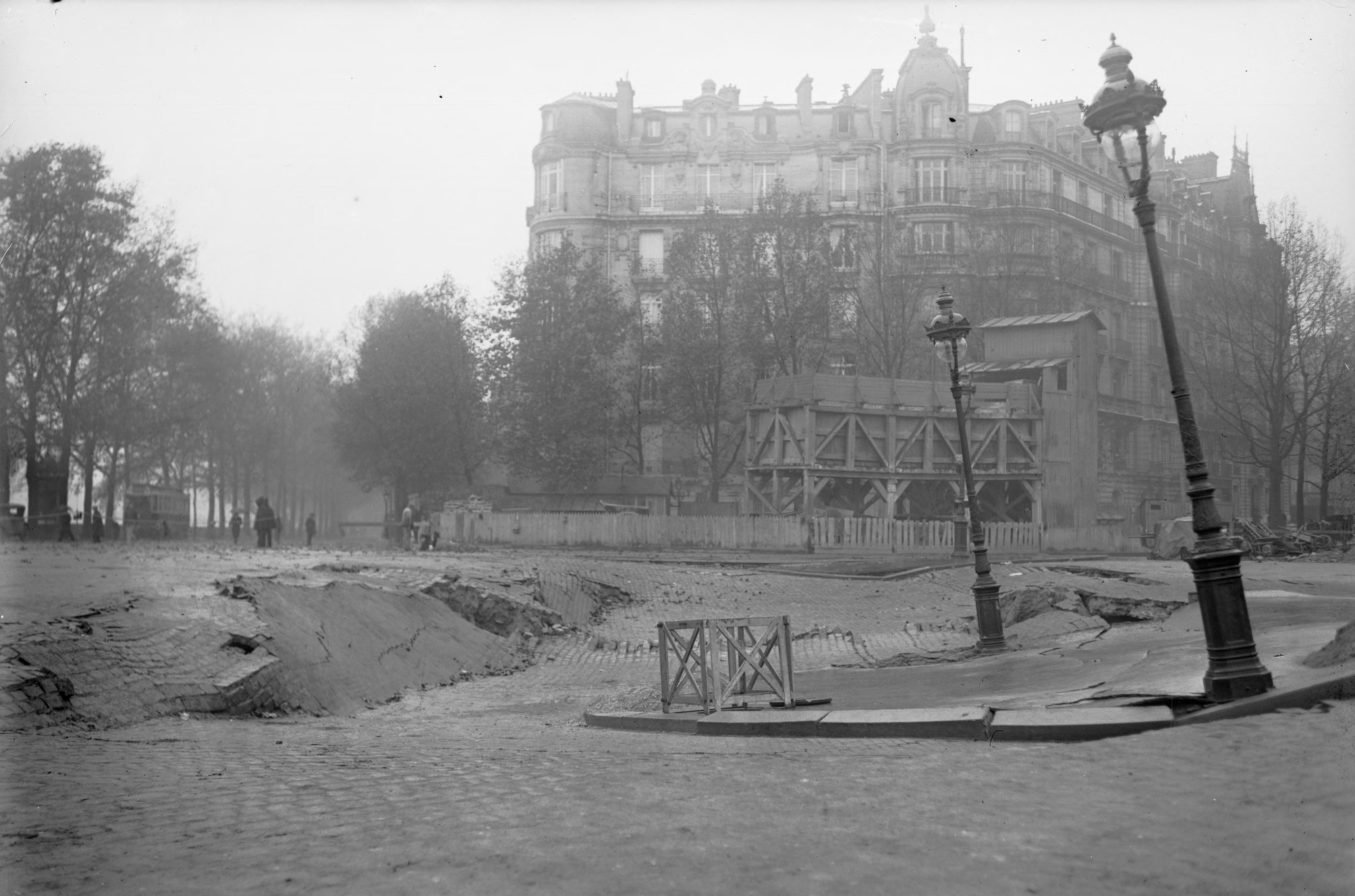
L'accident du 8 novembre 1915, place de l'Alma.

La construction de la ligne à travers le 8e arrondissement se révèle difficile à cause de la nature du sous-sol, constitué d'alluvions inconsistantes. Sous la place de l'Alma, le tunnel doit s'enfoncer à quatorze mètres de profondeur pour passer sous le collecteur Marceau et plonge entièrement dans la nappe phréatique. Les piédroits du tunnel sous la place sont foncés depuis la surface, puis la voûte est édifiée. Le radier commence à être coulé quand, le 8 novembre 1915, les piédroits se rapprochent et la voûte s'effondre à la suite d'un éboulement, ce qui forme une vaste excavation dans le sol de la place. La construction est reprise entièrement avec un profil renforcé.

Plan de la ligne lors de son ouverture.

À l'ouest, du Trocadéro jusqu'au sud de la rue Michel-Ange, l'infrastructure est presque achevée en 1915, alors que le futur terminus méridional n'est toujours pas défini. Cette situation ralentit les travaux et le tronçon n'est livré à la CMP que le 6 mars 1920. Les retards et polémiques font le bonheur des compagnies de tramways et de la presse. La compagnie invoque des difficultés financières consécutives à la Première Guerre mondiale pour retarder les travaux de la superstructure, ce qui impose à la Ville de Paris d'avancer les fonds nécessaires pour achever les travaux. Ceux-ci reprennent finalement en 1921 et s'achèvent un an plus tard. La ligne 9 est ouverte au public d'Exelmans à Trocadéro le 8 novembre 1922. Au nord, les travaux d'infrastructure s'achèvent fin 1922 et l'équipement est posé très rapidement : la ligne est prolongée à Saint-Augustin le 27 mai 1923, puis, le 3 juin suivant, à Chaussée d'Antin.
La section Trocadéro - Exelmans apporte une innovation technique importante : c'est la première du réseau à être équipée d'une signalisation automatique par circuits de voie alimentée en courant alternatif. Cette évolution permet de réduire les intervalles entre deux trains et se trouve généralisée sur le réseau les années suivantes.
L'exploitation de la ligne est d'abord difficile, vu la lutte commerciale acharnée des compagnies de tramways qui intensifient leurs services pour concurrencer la ligne. Néanmoins elle gagne la faveur du public, notamment grâce à ses stations aménagées avec plus de soin que les autres, sous l'influence de la compagnie concurrente du « Nord-Sud », en particulier avec des noms de stations dessinés en mosaïque au lieu des habituelles plaques émaillées présentes sur les autres lignes de la CMP.
Le prolongement à Chaussée d'Antin donne une importante impulsion à la ligne, qui relie alors l'essentiel du 16e arrondissement au principal quartier commercial et d'affaires de Paris. Pendant ce temps, les travaux du nouveau terminus de Porte de Saint-Cloud parviennent enfin à leur terme : la ligne est prolongée d'une station au sud, d'Exelmans à Porte de Saint-Cloud, le 29 septembre 1923.

### Premières extensions
Un prolongement de 6,430 kilomètres et quatorze stations, toutes de 105 mètres, est mis en chantier en 1924. Un passage commun avec la ligne 8 entre les stations Richelieu - Drouot et République est prévu afin de limiter l'emprise sous la voie publique de ce tronçon problématique. Situé dans l'axe d'un ancien bras de la Seine, le sous-sol à cet endroit est particulièrement inconsistant et la construction d'abord envisagée de deux tunnels parallèles provoque longtemps la controverse.
Face à l'augmentation du trafic envisagé, le Conseil municipal de Paris décide lors de la séance du 21 mars 1926 de porter à 105 mètres la longueur des nouvelles stations des lignes 7, 8 et 9 afin de pouvoir exploiter à terme des rames de sept voitures, au lieu de quatre à cette époque sur la ligne 9 et cinq à partir de 1932. L'allongement des anciennes stations est prévu ultérieurement mais ces travaux ne seront jamais réalisés.
La configuration particulière des lignes 8 et 9, situées sous les Grands Boulevards dans un terrain instable gorgé d'eau, conduit à faire réaliser en même temps les travaux d'infrastructure du tronc commun, dans un ouvrage particulier à deux niveaux où les lignes sont superposées. Les stations de la ligne 8 se trouvent au niveau supérieur et sont composées de deux demi-stations séparées par un piédroit central afin d'assurer la stabilité de l'ensemble. Les travaux d'infrastructure sont achevés en mars 1931.

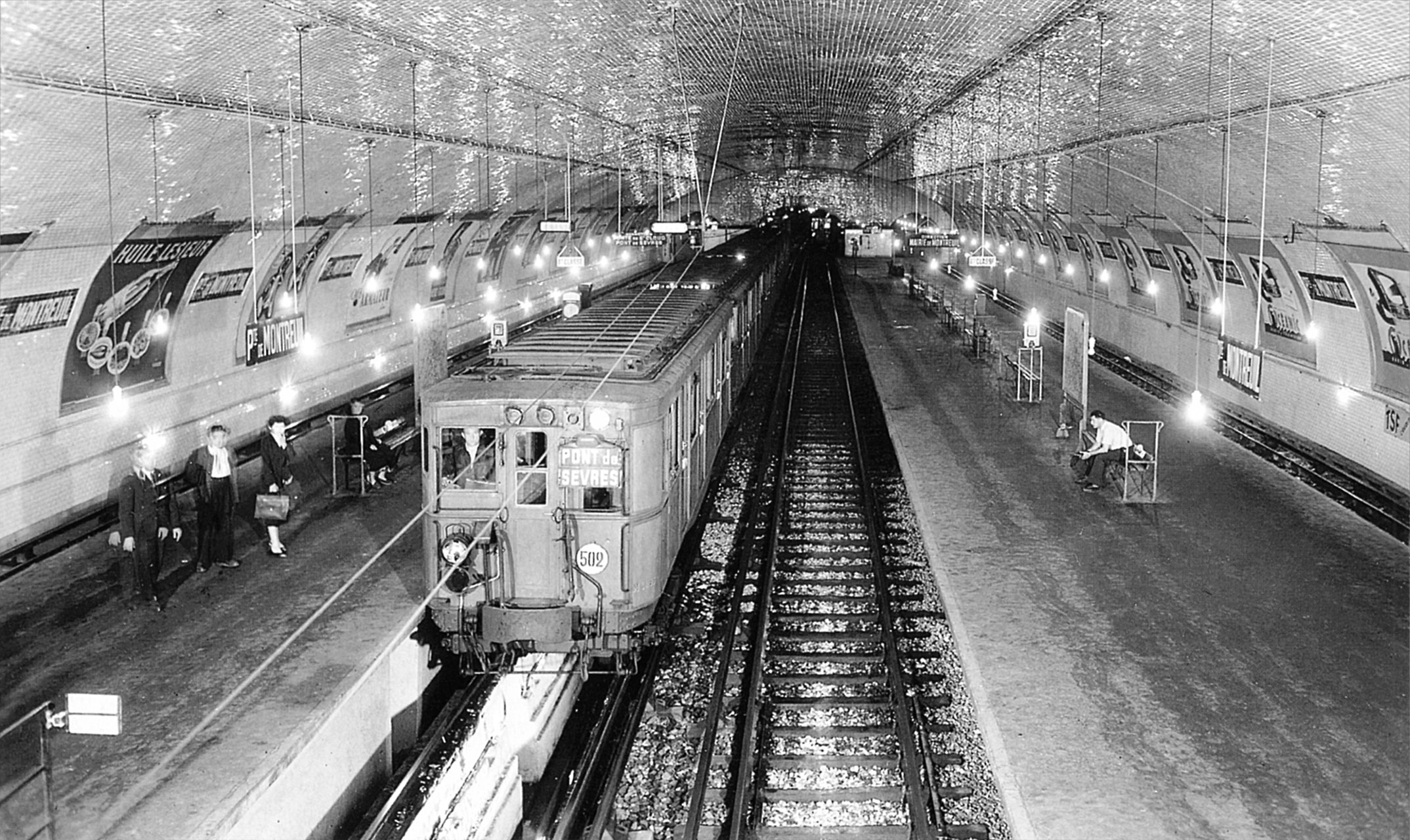
La station Porte de Montreuil au milieu des années 1930, après le prolongement vers Pont de Sèvres

La ligne 9 est d'abord prolongée à l'est d'une station, tout comme la ligne 8, jusqu'à Richelieu - Drouot, le 30 juin 1928. La ligne 9 est achevée jusqu'à République en 1931. Les travaux sont même poussés jusqu'à Oberkampf, en prévision d'une ouverture partielle du prolongement planifiée pour juin 1932. Mais ce tronçon ne fait que doubler la ligne 8, il est par conséquent décidé d'attendre l'achèvement complet des travaux jusqu'à Porte de Montreuil pour inaugurer cette section. Le prolongement complet est ouvert au public le 10 décembre 1933.

### Prolongements en banlieue
La convention du Métropolitain signée le 1er octobre 1929 entre le département de la Seine et les compagnies prévoit quinze prolongements de lignes en banlieue, dont deux concernent la ligne 9.
Durant les années 1930, la ligne fait l'objet d'une première extension à l'ouest jusqu'à Pont de Sèvres, prévue par la convention. Ce prolongement d'un peu plus de deux kilomètres et trois nouvelles stations de 105 mètres de longueur comporte un terminus à trois voies, une pour l'arrivée et deux pour le départ. Ce prolongement inauguré le 3 février 1934 est d'une grande portée historique : il constitue la première extension du réseau métropolitain hors des limites de Paris.
À l'est, la ligne est prolongée sur 2 570 mètres, avec trois nouvelles stations, jusqu'à Mairie de Montreuil, dont le terminus se présente sous la forme d'une station ordinaire à deux voies. Ce prolongement est mis en service le 14 octobre 1937 et devient le dernier réalisé sur la ligne au XXe siècle.
La ligne 9 a été à plusieurs reprises atteinte par les bombardements durant la Seconde Guerre mondiale. Le 4 avril 1943, les usines Renault de Boulogne-Billancourt sont visées par un bombardement anglais. Une bombe touche la voûte de la ligne 9 et explose dans le tunnel. Les dégâts sont considérables, les stations Pont de Sèvres et Billancourt sont très endommagées, mais l'exploitation reprend après seulement cinq jours d'interruption et de remise en état. Les bombardements atteignent la « Voie Murat », raccordement entre les lignes 9 et 10, le 3 septembre suivant et la station Porte de Saint-Cloud le 15 septembre.
La ligne est équipée d'un PCC (poste de commande centralisée) en 1970 puis du pilotage automatique en 1975. Elle n'a connu depuis aucune évolution significative de son infrastructure.

## Tracé et stations

### Tracé
La longueur totale de la ligne 9 est de 19,569 kilomètres. Elle est entièrement souterraine.

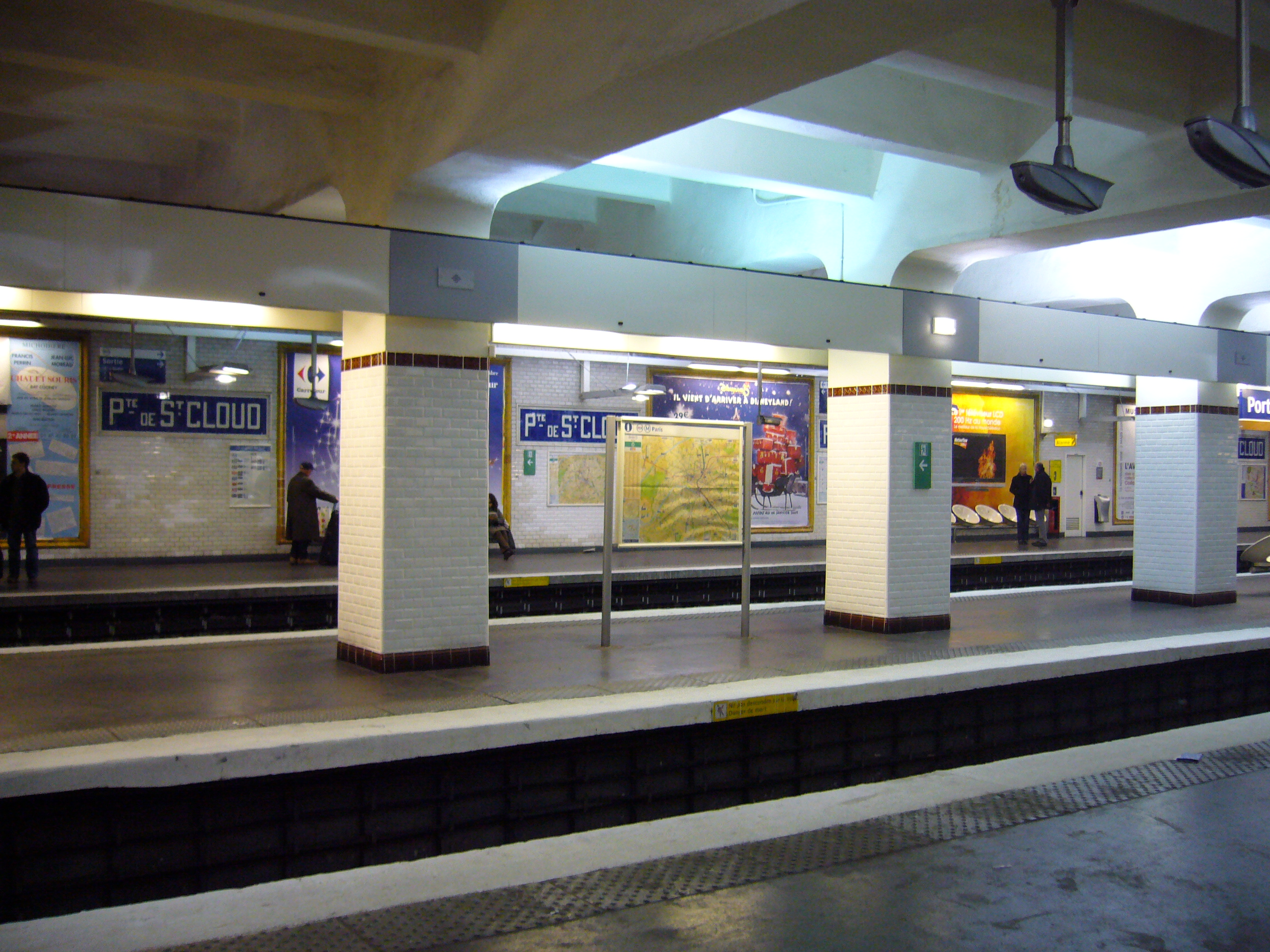
La station Porte de Saint-Cloud, ancien terminus de la ligne.

Le terminus ouest est établi sous l'avenue du Général-Leclerc, à Boulogne-Billancourt. La station Pont de Sèvres possède trois voies à quai, et se prolonge par trois voies en tiroir, dont une équipée d'un trottoir de manœuvre. L'avant-gare comporte une voie de garage en impasse et une voie d'accès aux ateliers de maintenance de Boulogne. La ligne part en direction du nord-est, dessert les stations Billancourt et Marcel Sembat, puis, sous l'avenue Édouard-Vaillant, atteint la limite de Paris. Les deux voies s'écartent avant d'atteindre la station Porte de Saint-Cloud, disposant de quatre voies à quai et d'installations complexes. La « voie Murat » relie une partie des voies de garage à la boucle de la ligne 10 et à la station fantôme Porte Molitor.
La ligne 9 se poursuit sous la rue Michel-Ange en desservant Exelmans, passe successivement sous les voies sud, puis nord de la boucle de la ligne 10 qui desservent les deux stations Michel-Ange, Molitor et Auteuil, puis après un raccordement avec cette dernière, traverse le 16e arrondissement sous la rue La Fontaine, l'avenue Mozart, la rue de la Pompe, puis l'avenue Georges-Mandel. Elle atteint les stations Jasmin, Ranelagh, La Muette et Rue de la Pompe après une longue interstation de 923 mètres.

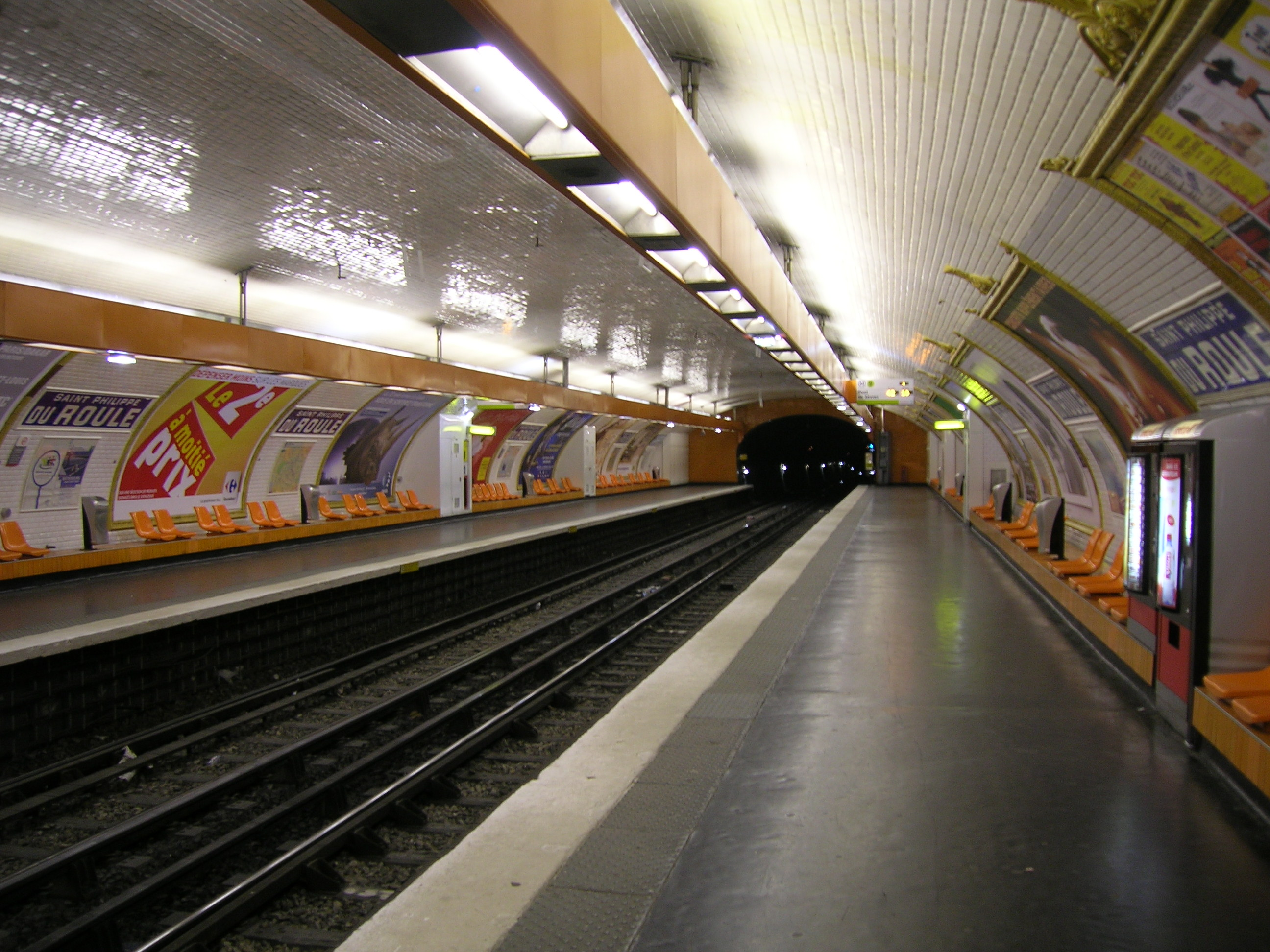
La station Saint-Philippe du Roule.

Après un premier raccordement avec la ligne 6, la ligne 9 atteint Trocadéro, passe sous le tunnel de cette même ligne 6, après lequel, sur la voie nord, se trouve un second raccordement avec la ligne 6, et se poursuit vers Iéna et Alma-Marceau, à proximité immédiate de la Seine. Une courbe la place sous l'avenue Montaigne, où elle passe sous le collecteur Marceau, puis, après une voie d'évitement en impasse, atteint Frankiln D. Roosevelt. L'éloignement de la station de la ligne 1 a nécessité un long couloir de correspondance. La ligne passe ensuite sous le collecteur Montaigne et la ligne 1, sous le rond-point des Champs-Élysées. Le tracé se poursuit vers le nord sous l'avenue Franklin-D.-Roosevelt en desservant Saint-Philippe du Roule, puis la rue La Boétie en desservant aussi avec la ligne 13 Miromesnil, passe sous le collecteur d'Asnières et dessert Saint-Augustin. Cette fois orientée à l'est, la ligne est placée sous le boulevard Haussmann pour un long alignement, au-dessus de la ligne A du RER, et passe au-dessus du tunnel de la ligne 12 à laquelle elle ne donne pas correspondance. Ceci constitue un cas unique à Paris si on excepte la ligne 14, toutes les lignes qui en croisent une autre donnant systématiquement correspondance.

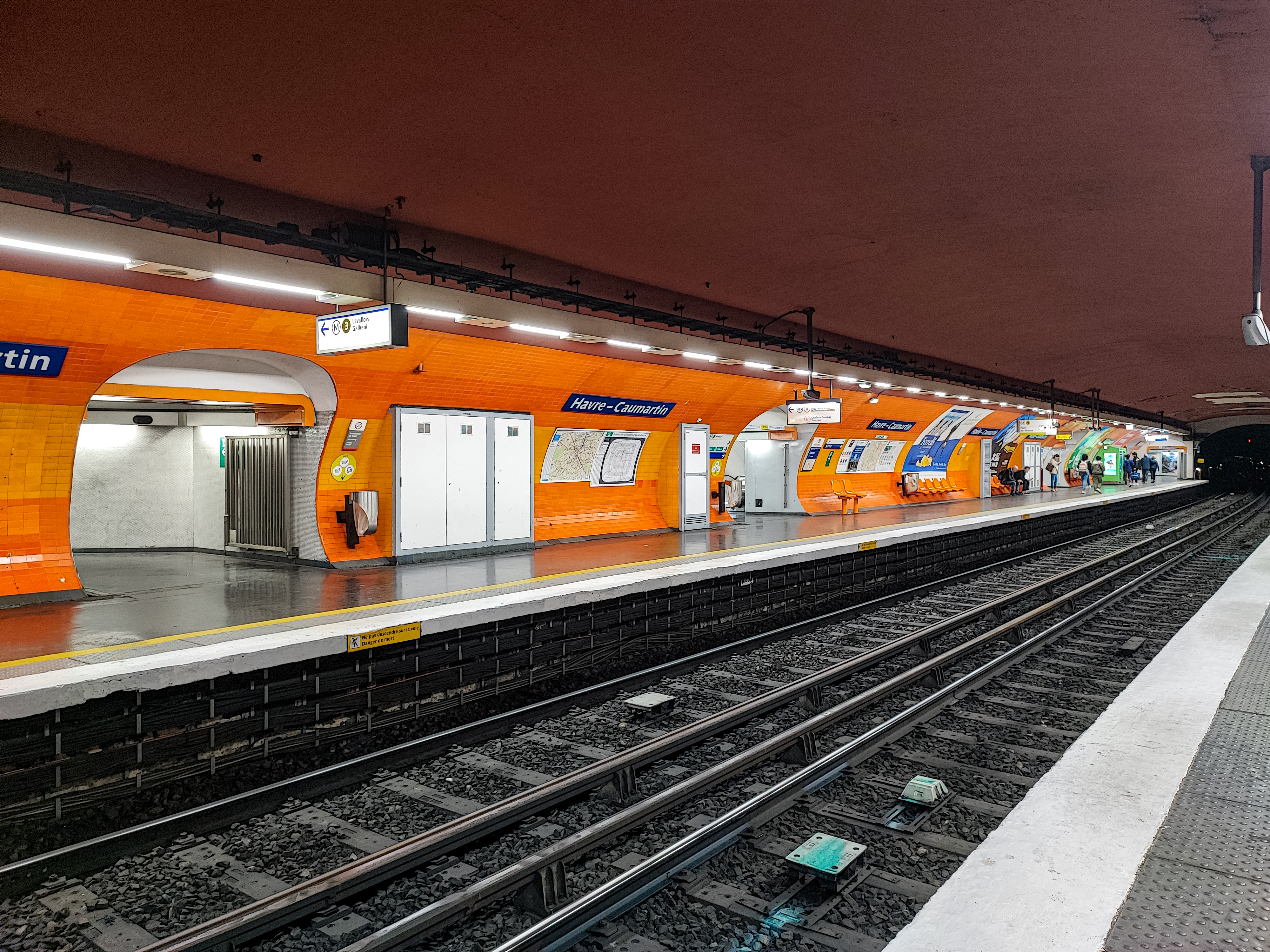
La station Havre - Caumartin est décorée en style « Mouton-Duvernet ».

Après Havre - Caumartin où elle donne correspondance à la ligne 3 et au RER A, la ligne passe sous le raccordement reliant les lignes 3 et 7 avant d'atteindre Chaussée d'Antin où cette station donne correspondance avec la ligne 7. Elle dessert ensuite Richelieu - Drouot et atteint les Grands Boulevards. Ici, la ligne se place dans un ouvrage commun avec la ligne 8, où elle se situe au niveau inférieur. Après les stations Grands Boulevards, Bonne-Nouvelle et, avec la ligne 4, Strasbourg - Saint-Denis et la station fermée Saint-Martin, les deux voies s'écartent et se placent de part et d'autre de celles de la ligne 8 avant d'atteindre République à la même hauteur. Après cette station le tracé de la ligne 9 se sépare de celui de la ligne 8.
La ligne passe au-dessus des lignes 3 et 11, puis sous la ligne 5 dont le tracé est parallèle jusqu'à la station suivante, Oberkampf. Placée sous le boulevard Voltaire, la ligne 9 se dirige maintenant vers le sud-est, passe sous le canal Saint-Martin, puis atteint Nation, en passant sous la boucle de la ligne 2. Après la station, elle repasse sous cette boucle et, après être passée sous l'étroite rue Auger, atteint les stations Buzenval et Maraîchers et enfin l'ancien terminus Porte de Montreuil, doté de quatre voies à quai. La voûte de cette station est celle du réseau possédant la plus grande ouverture, avec 22,50 mètres.
Le tracé quitte ensuite la capitale pour entrer dans Montreuil. Placée sous la rue de Paris, elle dessert les stations Robespierre et Croix de Chavaux, neuf cents mètres plus loin. La ligne s'incurve vers le nord-est et atteint son terminus oriental, Mairie de Montreuil, disposant de seulement deux voies à quai, mais se prolongeant par trois longues voies de garage dont une possède un trottoir de manœuvre.

### Liste des stations
La liste commence par le terminus sud-ouest de la ligne 9 (dans la colonne Correspondances, les lignes de métro sont désignées par leurs seuls numéros de ligne). La ligne est équipée du système d'information en ligne, couramment désigné par le sigle SIEL, qui donne le temps d'attente des deux prochaines rames.

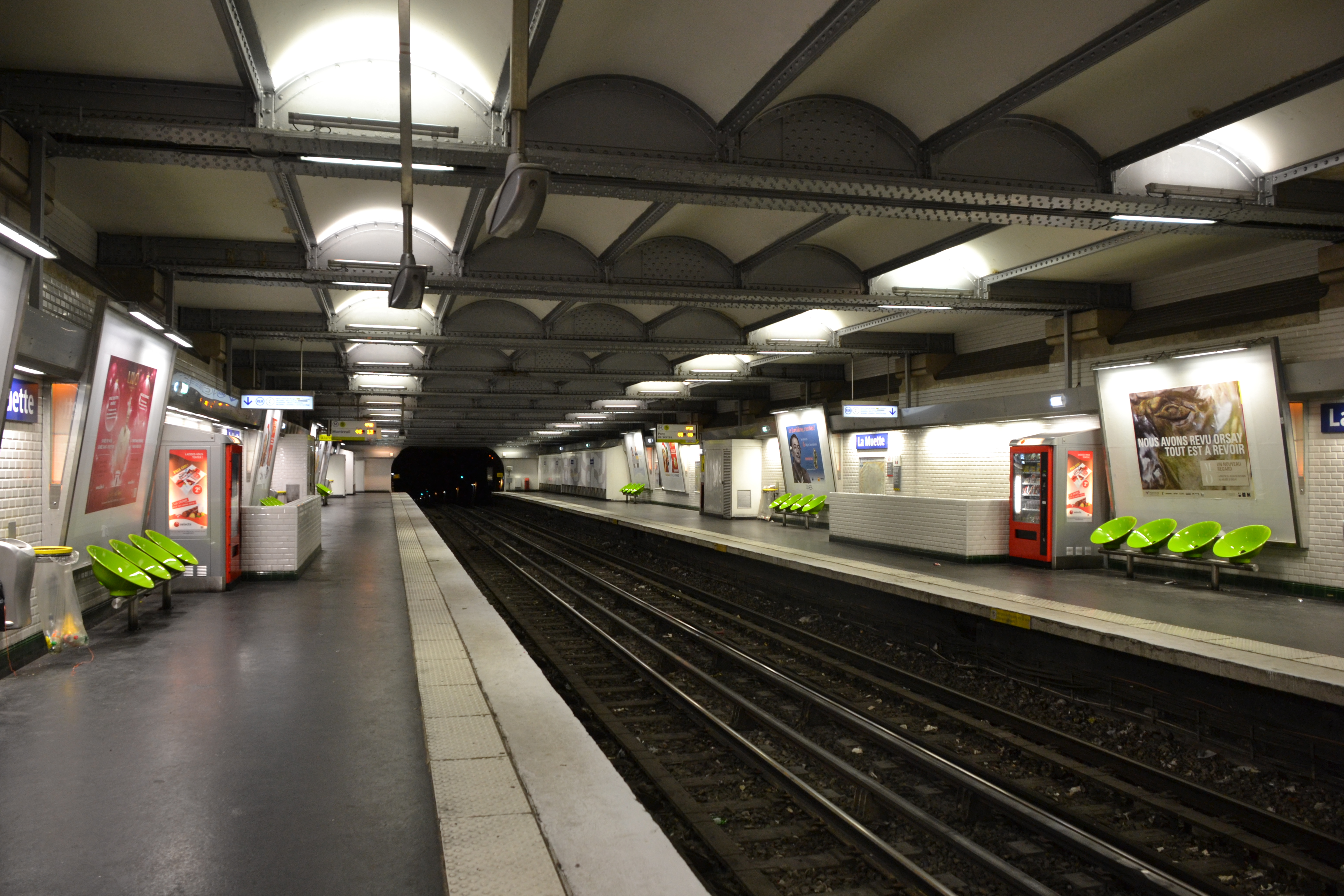
La station La Muette possède un plafond métallique.

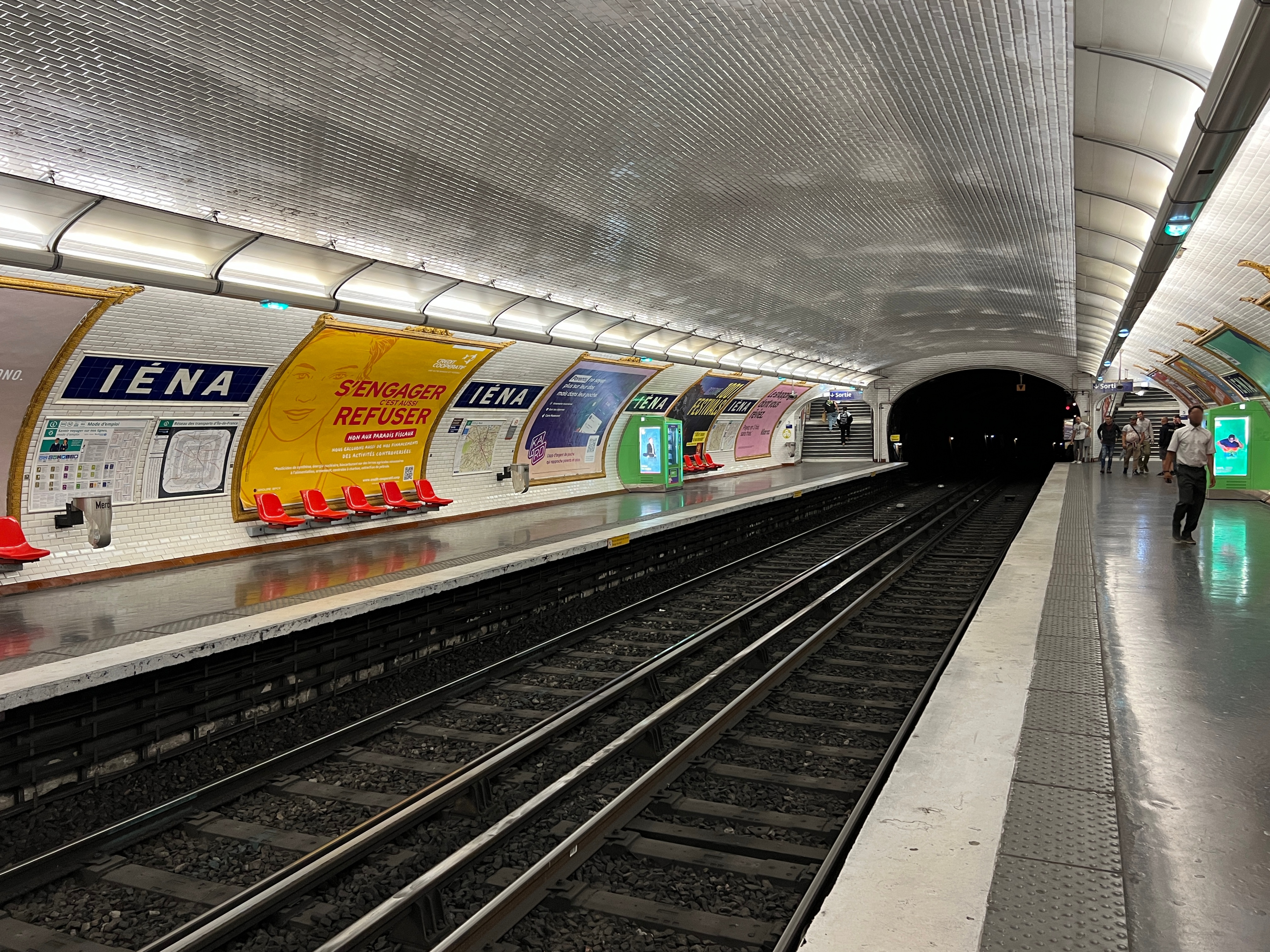
La station Iéna.

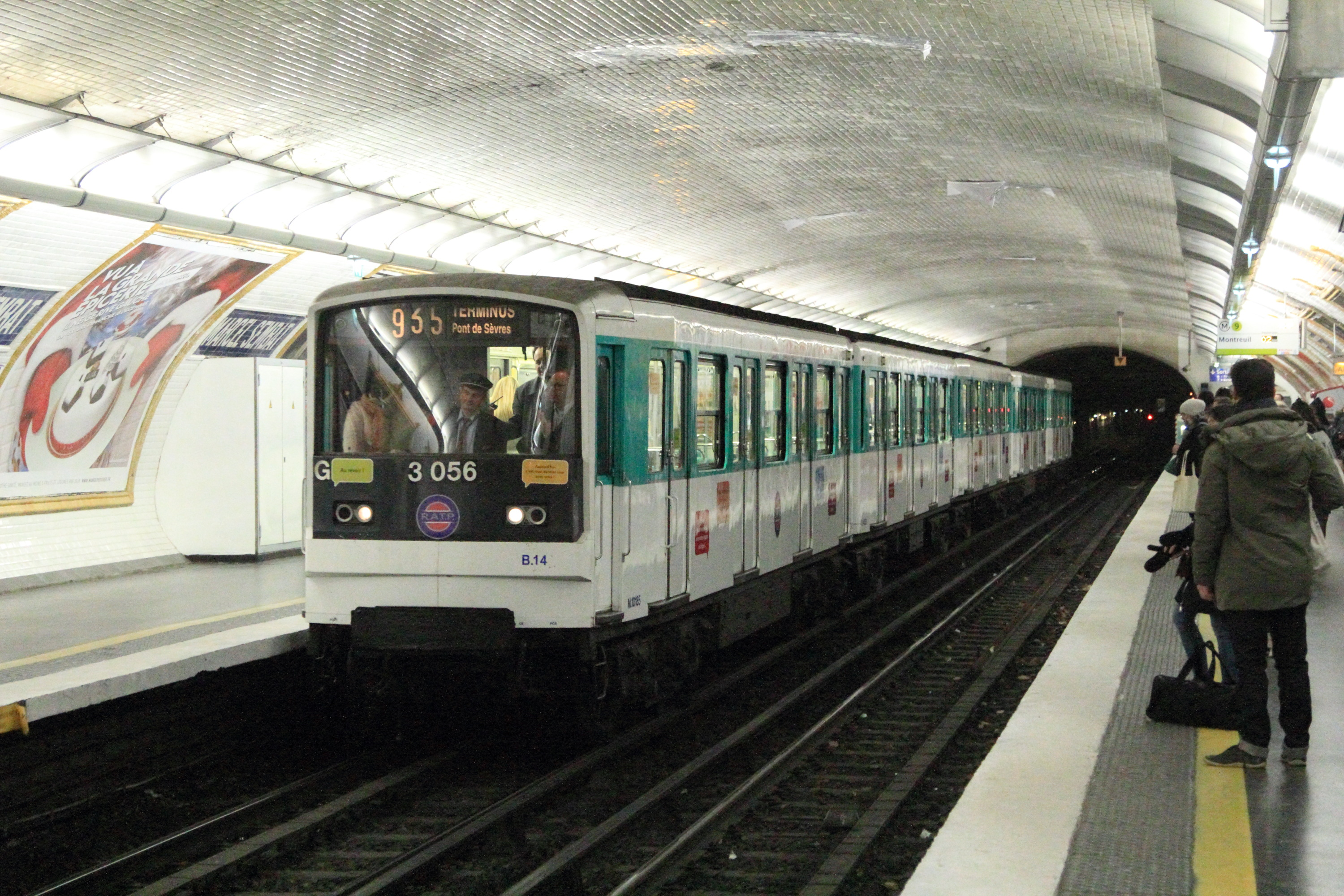
Dernier MF 67 en 2016 à la station Marcel Sembat.

|  |   |  | Station                               | Coordonnées                 | Communes             | Correspondances                         |
|  | - |  | ------------------------------------- | --------------------------- | -------------------- | --------------------------------------- |
|  | ■ |  | Pont de Sèvres                        | 48° 49′ 47″ N, 2° 13′ 52″ E | Boulogne-Billancourt | (Musée de Sèvres, par la voie publique) |
|  | • |  | Billancourt                           | 48° 49′ 56″ N, 2° 14′ 17″ E | Boulogne-Billancourt |                                         |
|  | • |  | Marcel Sembat                         | 48° 50′ 01″ N, 2° 14′ 37″ E | Boulogne-Billancourt |                                         |
|  | • |  | Porte de Saint-Cloud Parc des Princes | 48° 50′ 17″ N, 2° 15′ 25″ E | 16e                  |                                         |
|  | • |  | Exelmans                              | 48° 50′ 33″ N, 2° 15′ 34″ E | 16e                  |                                         |
|  | • |  | Michel-Ange - Molitor                 | 48° 50′ 42″ N, 2° 15′ 40″ E | 16e                  | (→ Gare d'Austerlitz)                   |
|  | • |  | Michel-Ange - Auteuil                 | 48° 50′ 52″ N, 2° 15′ 50″ E | 16e                  | (→ Boulogne)                            |
|  | • |  | Jasmin                                | 48° 51′ 07″ N, 2° 16′ 04″ E | 16e                  |                                         |
|  | • |  | Ranelagh                              | 48° 51′ 18″ N, 2° 16′ 11″ E | 16e                  |                                         |
|  | • |  | La Muette                             | 48° 51′ 28″ N, 2° 16′ 25″ E | 16e                  | (Boulainvilliers)                       |
|  | • |  | Rue de la Pompe                       | 48° 51′ 50″ N, 2° 16′ 45″ E | 16e                  |                                         |
|  | • |  | Trocadéro                             | 48° 51′ 48″ N, 2° 17′ 13″ E | 16e                  | (M) · (6)                               |
|  | • |  | Iéna                                  | 48° 51′ 52″ N, 2° 17′ 36″ E | 16e                  |                                         |
|  | • |  | Alma - Marceau                        | 48° 51′ 54″ N, 2° 18′ 01″ E | 8e, 16e              | (Pont de l'Alma, par la voie publique)  |
|  | • |  | Franklin D. Roosevelt                 | 48° 52′ 09″ N, 2° 18′ 30″ E | 8e                   | (M) · (1)                               |
|  | • |  | Saint-Philippe du Roule               | 48° 52′ 19″ N, 2° 18′ 36″ E | 8e                   |                                         |
|  | • |  | Miromesnil                            | 48° 52′ 25″ N, 2° 18′ 52″ E | 8e                   | (M) · (13)                              |
|  | • |  | Saint-Augustin                        | 48° 52′ 28″ N, 2° 19′ 20″ E | 8e                   | (Saint-Lazare)                          |
|  | • |  | Havre - Caumartin                     | 48° 52′ 25″ N, 2° 19′ 42″ E | 9e                   | (Auber) (Haussmann - Saint-Lazare)      |
|  | • |  | Chaussée d'Antin - La Fayette         | 48° 52′ 23″ N, 2° 20′ 02″ E | 9e                   | (M) · (7)                               |
|  | • |  | Richelieu - Drouot                    | 48° 52′ 19″ N, 2° 20′ 19″ E | 2e, 9e               | (M) · (8)                               |
|  | • |  | Grands Boulevards                     | 48° 52′ 17″ N, 2° 20′ 40″ E | 2e, 9e               | (M) · (8)                               |
|  | • |  | Bonne-Nouvelle                        | 48° 52′ 14″ N, 2° 20′ 56″ E | 2e, 9e, 10e          | (M) · (8)                               |
|  | • |  | Strasbourg - Saint-Denis              | 48° 52′ 11″ N, 2° 21′ 14″ E | 2e, 3e, 10e          | (M) · (4) · (8)                         |
|  | • |  | République                            | 48° 52′ 03″ N, 2° 21′ 50″ E | 3e, 10e, 11e         | (M) · (3) · (5) · (8) · (11)            |
|  | • |  | Oberkampf                             | 48° 51′ 52″ N, 2° 22′ 08″ E | 11e                  | (M) · (5)                               |
|  | • |  | Saint-Ambroise                        | 48° 51′ 41″ N, 2° 22′ 27″ E | 11e                  |                                         |
|  | • |  | Voltaire                              | 48° 51′ 28″ N, 2° 22′ 48″ E | 11e                  |                                         |
|  | • |  | Charonne                              | 48° 51′ 18″ N, 2° 23′ 05″ E | 11e                  |                                         |
|  | • |  | Rue des Boulets                       | 48° 51′ 07″ N, 2° 23′ 25″ E | 11e                  |                                         |
|  | • |  | Nation                                | 48° 50′ 54″ N, 2° 23′ 45″ E | 11e, 12e             | (RER) · (A) · (M) · (1) · (2) · (6)     |
|  | • |  | Buzenval                              | 48° 51′ 07″ N, 2° 24′ 07″ E | 20e                  |                                         |
|  | • |  | Maraîchers                            | 48° 51′ 10″ N, 2° 24′ 25″ E | 20e                  |                                         |
|  | • |  | Porte de Montreuil                    | 48° 51′ 14″ N, 2° 24′ 44″ E | 20e                  | (T) · (3b)                              |
|  | • |  | Robespierre                           | 48° 51′ 20″ N, 2° 25′ 25″ E | Montreuil            |                                         |
|  | • |  | Croix de Chavaux                      | 48° 51′ 29″ N, 2° 26′ 09″ E | Montreuil            |                                         |
|  | ■ |  | Mairie de Montreuil                   | 48° 51′ 44″ N, 2° 26′ 31″ E | Montreuil            |                                         |

### Intermodalité
La ligne 9 est en correspondance directe avec toutes les autres lignes de métro, à l'exception des lignes 3 bis, 7 bis et 12. Cependant, une correspondance quasi-directe est possible avec cette dernière par le couloir souterrain reliant Saint-Augustin à Saint-Lazare, offrant donc également une liaison avec la gare de Paris-Saint-Lazare. Les lignes A, C et E du RER sont accessibles aux stations La Muette, Alma-Marceau, Havre-Caumartin et Nation. La ligne 9 croise à distance la ligne de tramway T2 au terminus de Pont de Sèvres, ainsi que la ligne T3b à la station Porte de Montreuil.

### Stations ayant changé de nom
Trois stations de la ligne 9 ont changé de nom au fil des ans :
- Rond-point des Champs-Élysées est devenue Marbeuf - Rond-point des Champs-Élysées le 6 octobre 1942 puis Franklin D. Roosevelt le 30 octobre 1946 ;
- Rue Montmartre est devenue Grands Boulevards le 1er septembre 1998 ;
- Rue des Boulets - Rue de Montreuil est devenue Rue des Boulets le 1er septembre 1998.

### Stations à thème ou particulières

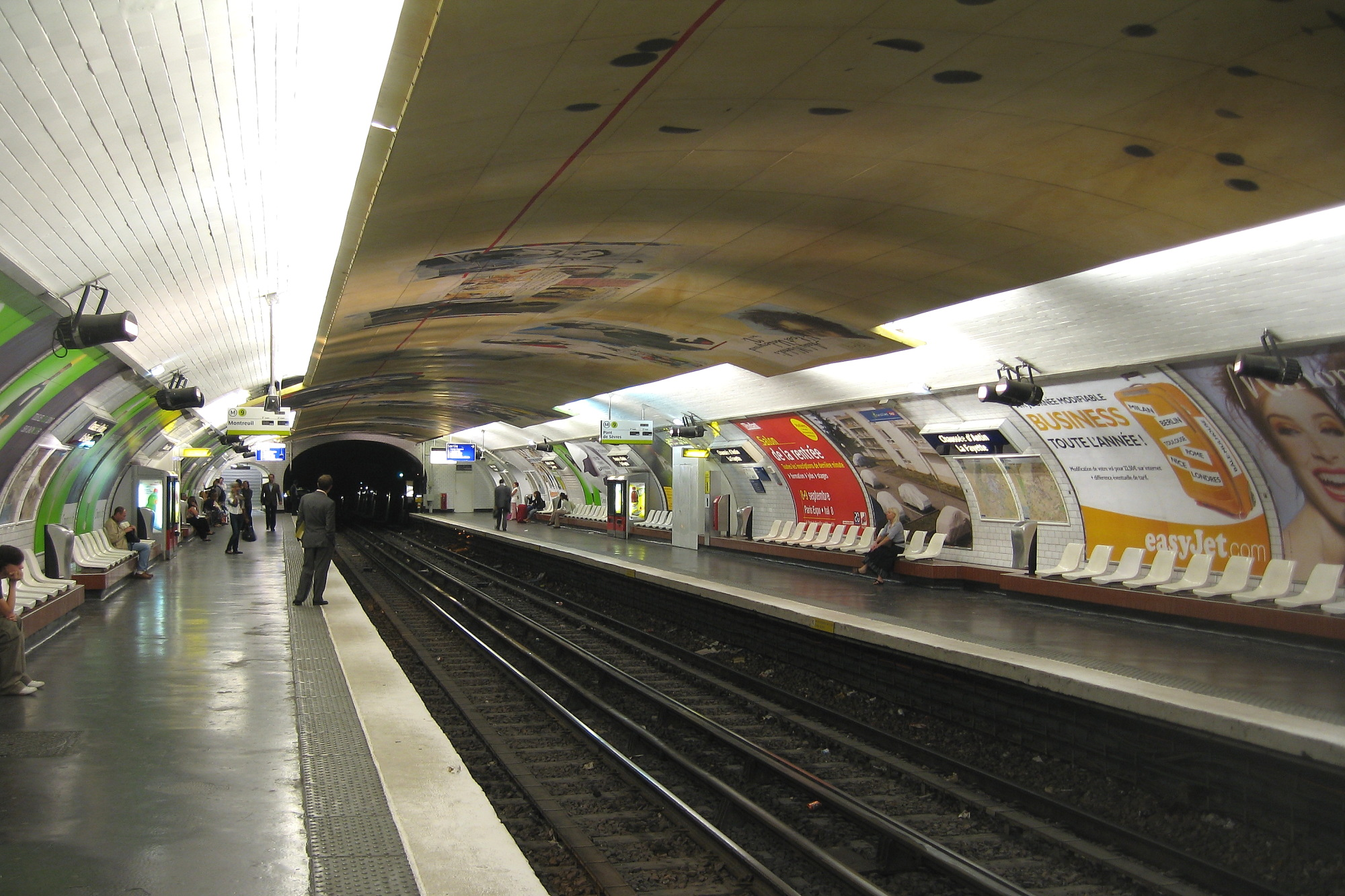
La station Chaussée d'Antin - La Fayette.

Certaines stations de la ligne possèdent une décoration culturelle thématique originale.
Franklin D. Roosevelt a été en 1952 la première station du métro de Paris dotée d'un carrossage publicitaire, en aluminium non peint et comportant des vitrines.
Chaussée d'Antin - La Fayette est décorée d'une fresque de Jean-Paul Chambas réalisée à l'occasion du bicentenaire de la Révolution française en 1989. Elle illustre le marquis de La Fayette et la révolution américaine.

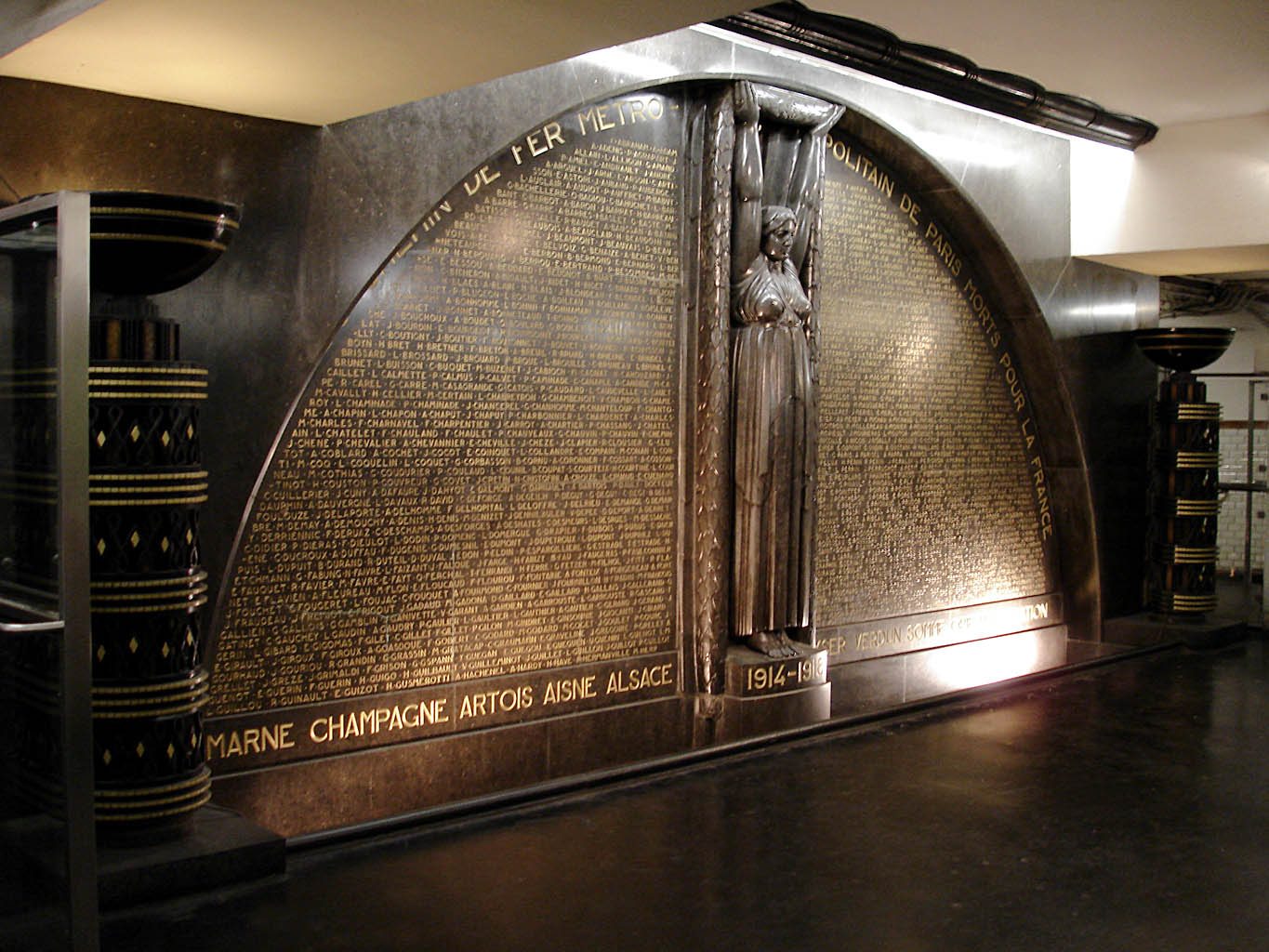
Le monument aux morts de la station Richelieu - Drouot.

Richelieu - Drouot possède un monument aux morts à la mémoire des agents du chemin de fer métropolitain morts pour la France, réalisé en marbre noir par le sculpteur Carlo Sarrabezolles, en 1931. La sculpture centrale est ornée d'une cariatide qui soutient de ses bras levés la torsade de pierre qui l'entoure. Elle sépare en deux parties le demi-cercle à l'intérieur duquel sont inscrits les noms des agents du métropolitain disparus durant la Première Guerre mondiale. La base du monument porte les noms des champs de bataille de la Grande Guerre. Le mot « Libération » a été ajouté en bas à droite après la Seconde Guerre mondiale, afin de marquer la participation des agents du réseau à la Résistance.
Bonne-Nouvelle a été redécorée sur le thème du cinéma à l'occasion des célébrations du centenaire du métro. Les lettres figurant le nom de la station sont un clin d'œil au célèbre « Hollywood Sign » ou panneau Hollywood monumental sur la colline du quartier d'Hollywood, à Los Angeles.

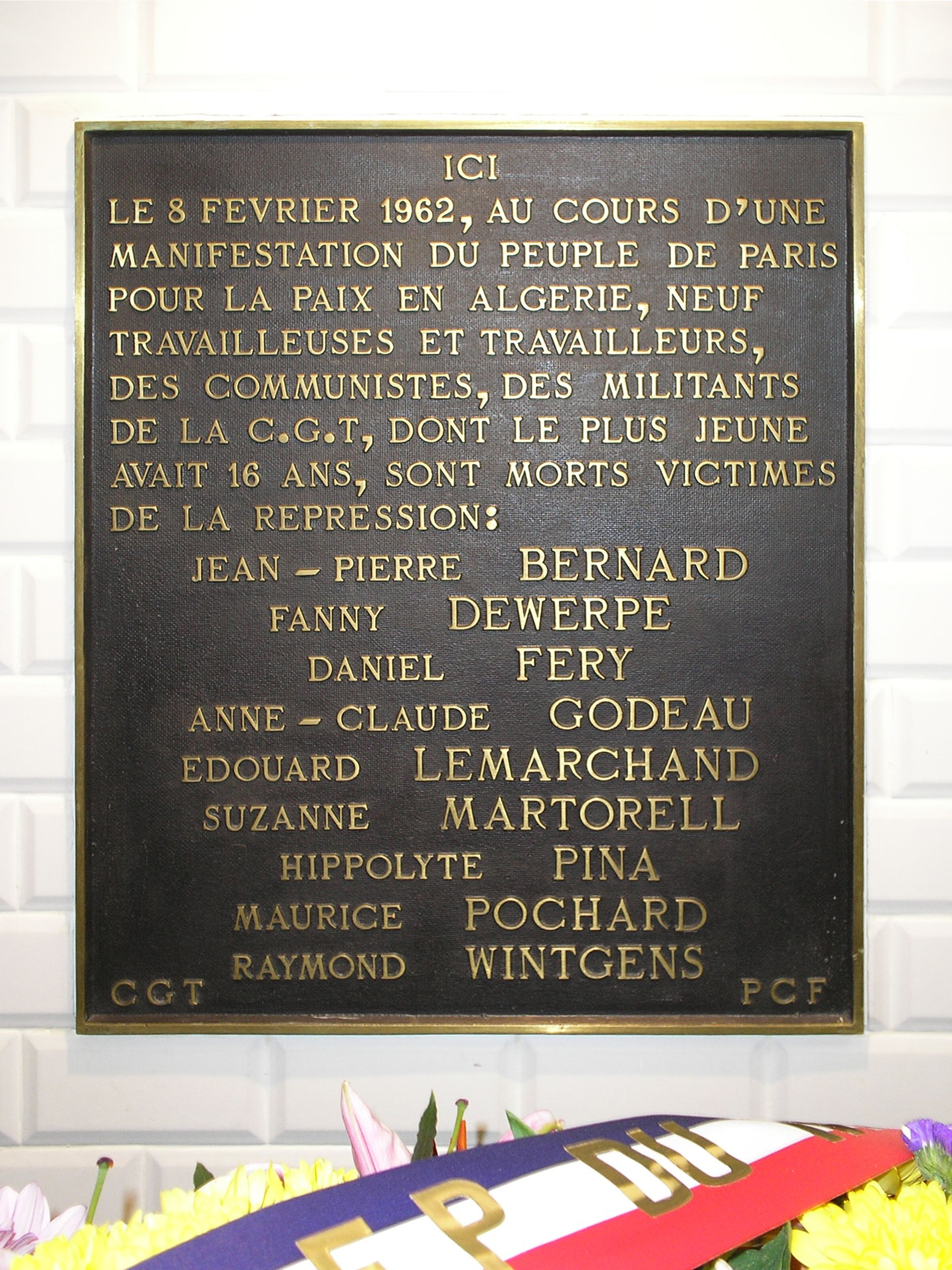
Plaque commémorative du massacre du 8 février 1962 à la station Charonne.

Charonne présente une plaque, commémorant la répression menée le 8 février 1962 contre une manifestation pour la paix en Algérie qui entraîna la mort de neuf personnes. Elle est fleurie chaque année lors de la date anniversaire par certains syndicats et partis de gauche.
Nation est accompagnée, sur la ligne 9, d'un sous-titre et s'intitule ainsi Nation - Place des Antilles. On peut y observer, sur le quai en direction de Montreuil, les blasons des deux départements français des Antilles : la Guadeloupe et la Martinique.
Exelmans présentait une petite exposition sur le chanteur Claude François qui habitait à proximité, boulevard Exelmans. Mais les pancartes ont été retirées lors de l'opération de rénovation « Renouveau du métro », au milieu des années 2000.
Les difficultés de construction ou d'insertion dans l'espace urbain et l'histoire de la ligne ont façonné certaines stations.
La station Porte de Saint-Cloud, ancien terminus, comporte actuellement quatre voies à quai et en a même comporté cinq, ce qui a constitué un cas unique sur le réseau parisien. Ce dispositif est utile lors des pointes de trafic à l'occasion des matches au Parc des Princes.
La station Saint-Augustin comporte un quai large direction Mairie de Montreuil. Ce quai était précédemment bordé par une voie de garage se raccordant à l'est de la station ; par ailleurs, à la sortie ouest de cette station, on aperçoit sur la droite l'amorce d'un tunnel. Ces équipements avaient été bâtis en vue d'un embranchement vers la porte des Ternes, jamais réalisé.
La station Saint-Martin, située entre les stations Strasbourg - Saint-Denis et République est fermée le 2 septembre 1939, au début de la Seconde Guerre mondiale. Elle reste fermée après la Libération du fait de sa trop grande proximité de la station voisine Strasbourg - Saint-Denis : seuls cent mètres séparent les accès les plus proches de ces deux stations.

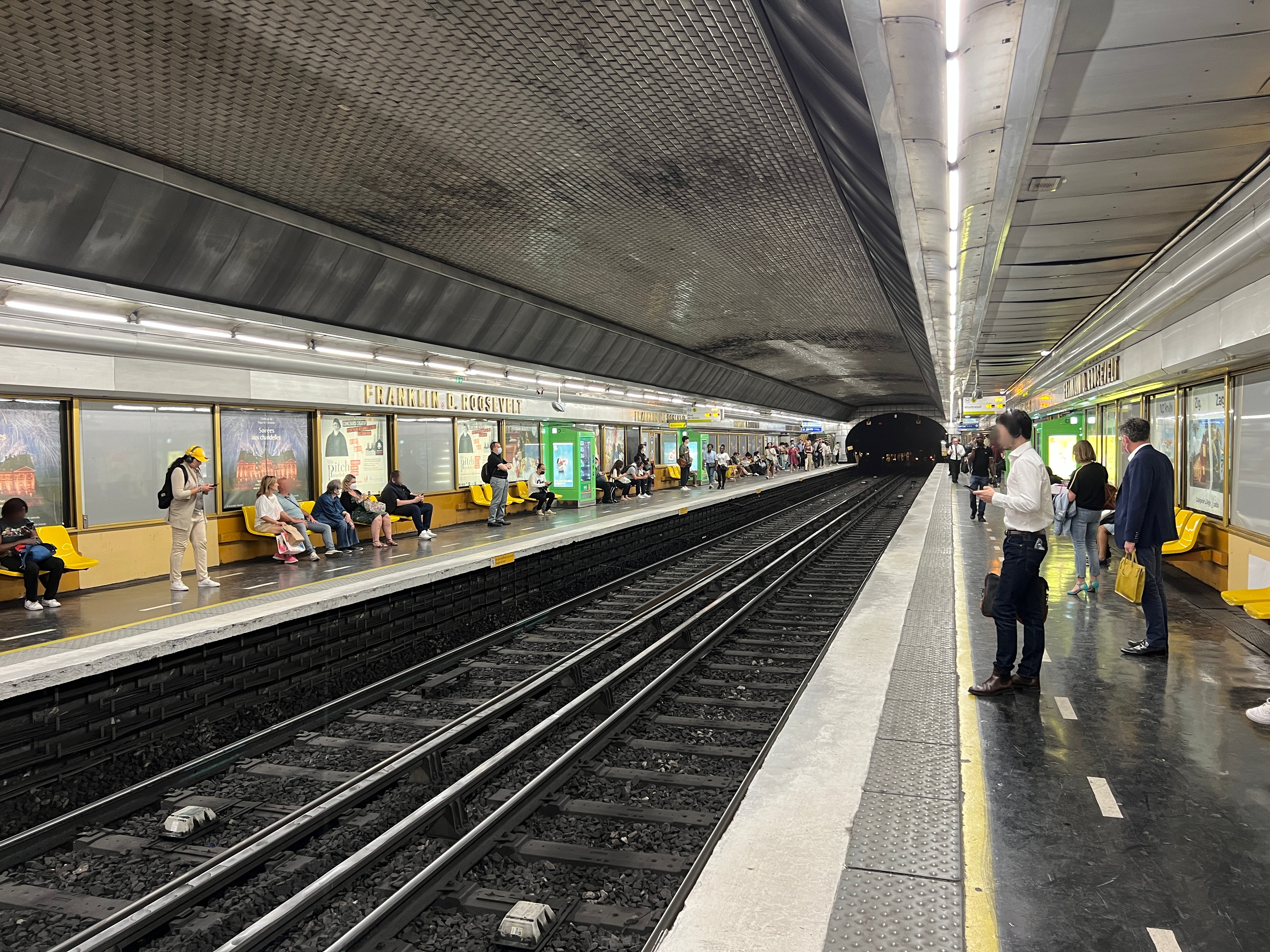
La station Franklin D. Roosevelt.
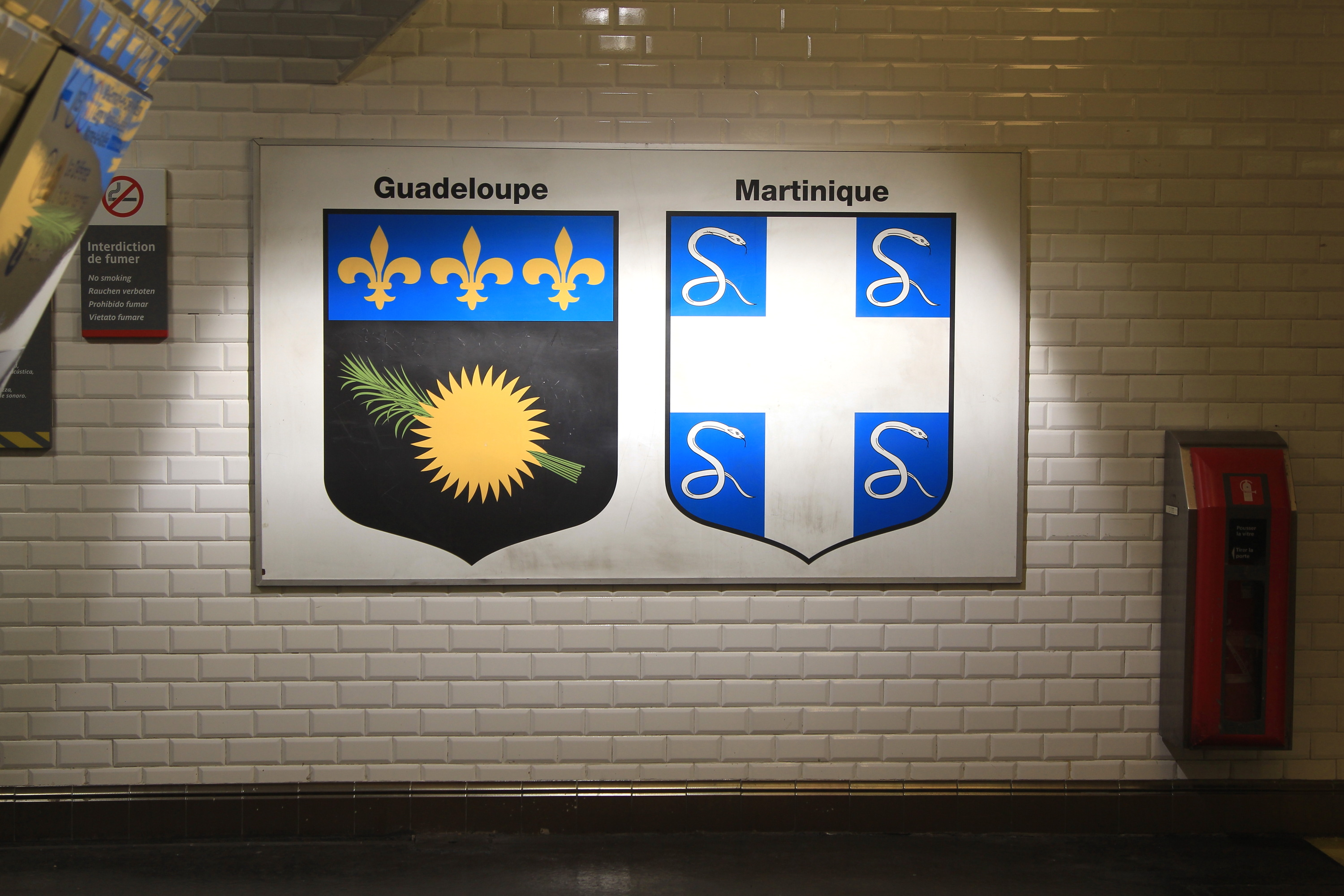
Blasons de la Guadeloupe et de la Martinique à la station Nation.
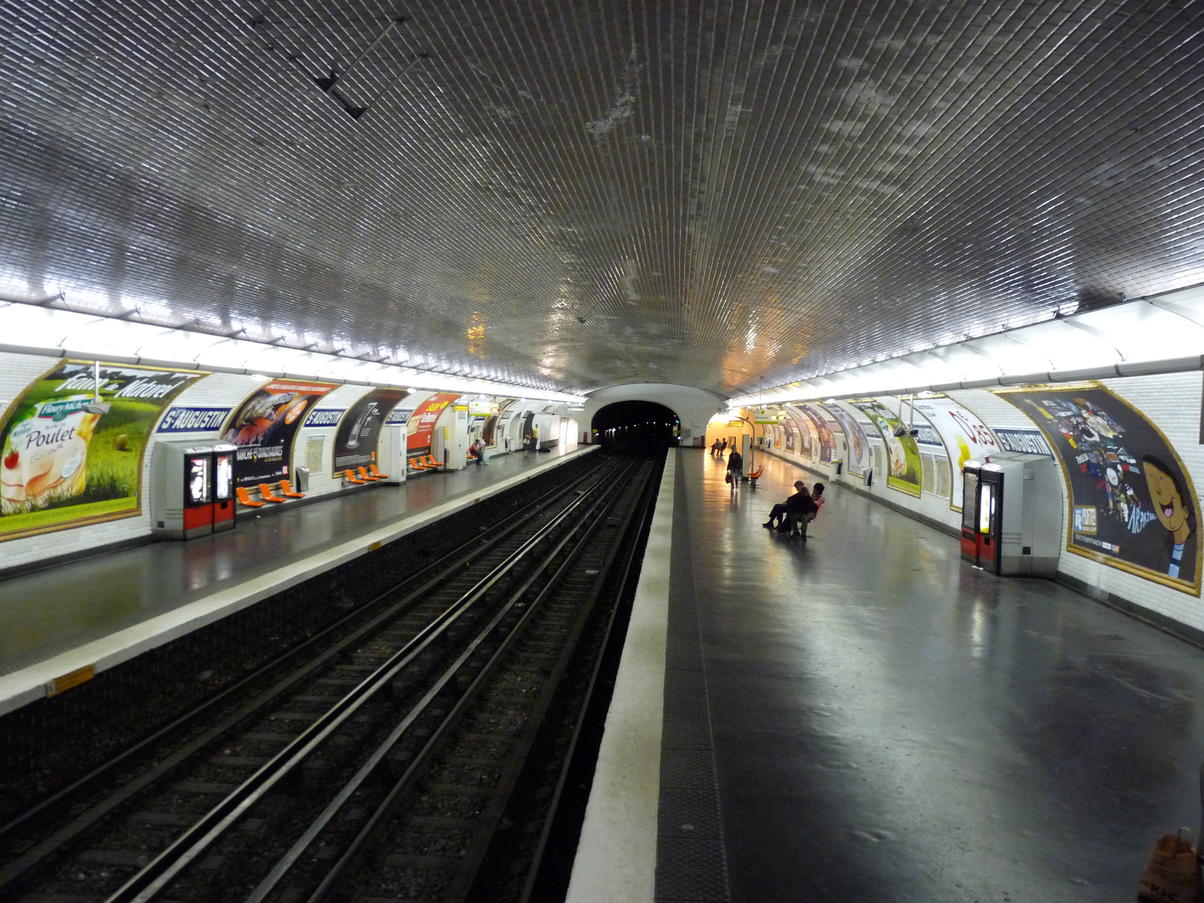
La station Saint-Augustin et son quai sud particulièrement large.
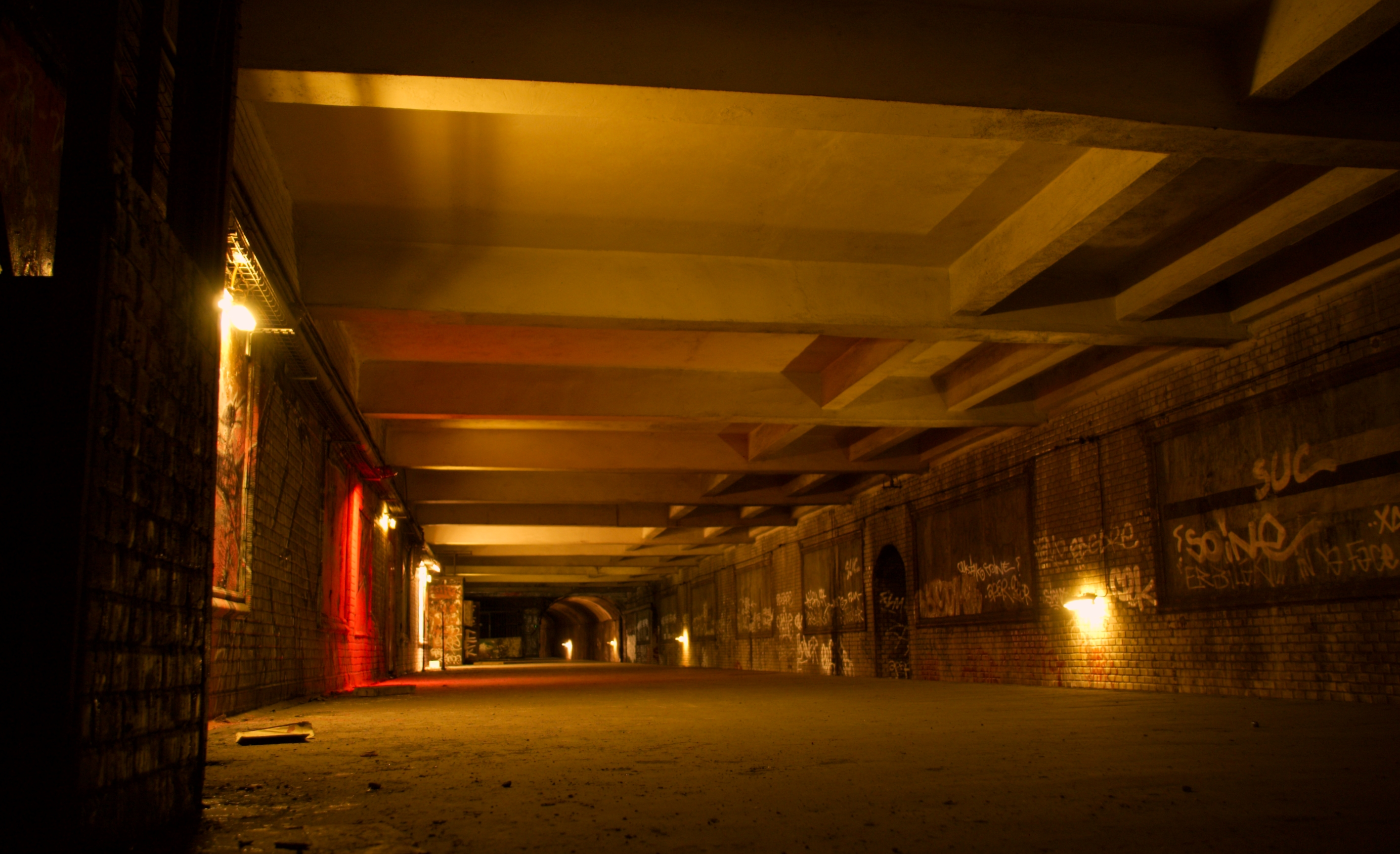
La station fantôme Saint-Martin.

### Raccordements

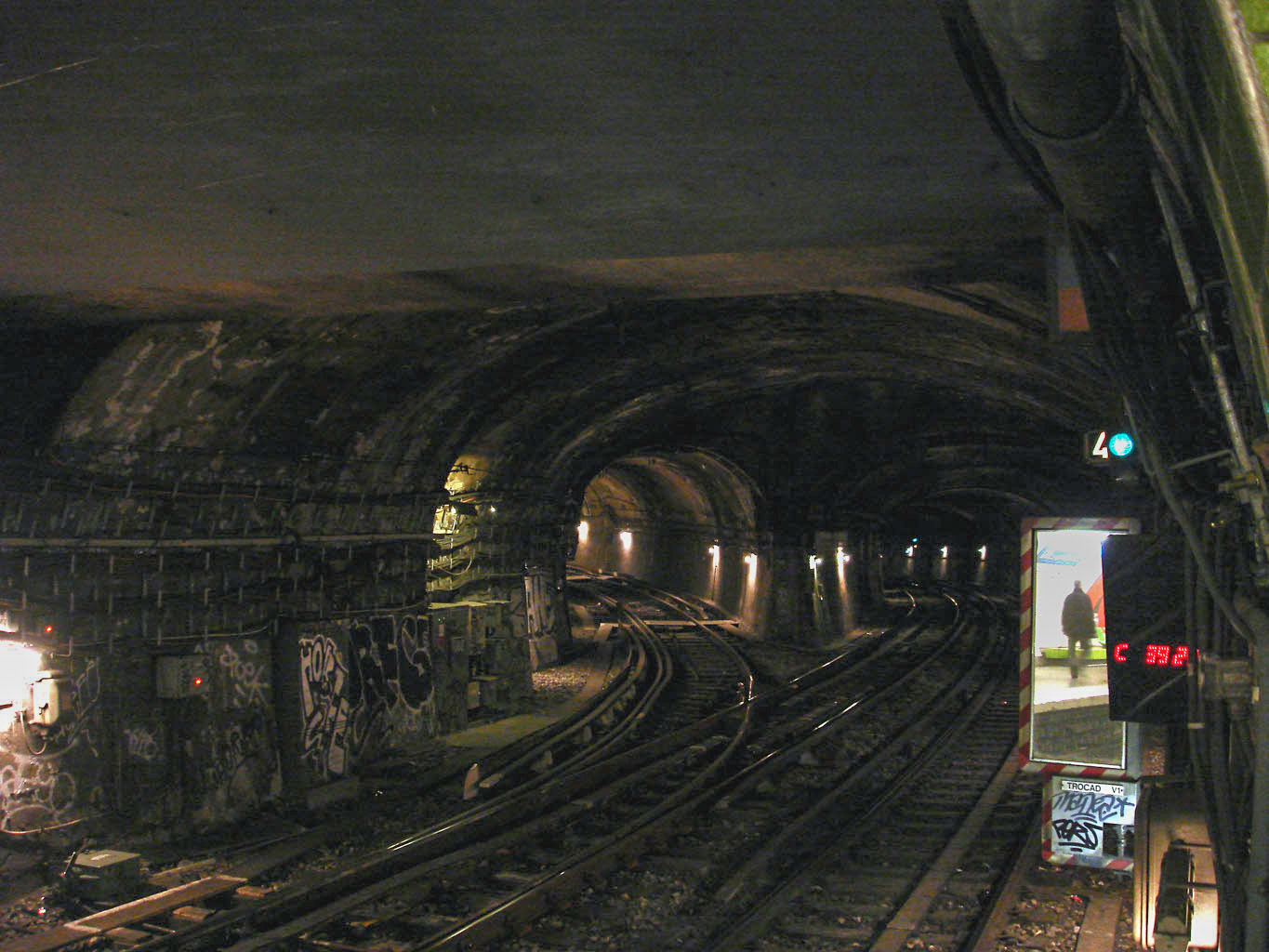
Le raccordement vers la ligne 6, à l'est de la station Trocadéro.

La ligne compte sept raccordements avec le reste du réseau :
- avec la ligne 10 par la « Voie Murat » et par la voie des ateliers Molitor raccordées à l'ouest de la station Porte de Saint-Cloud ;
- avec la ligne 10 entre les stations Jasmin et Michel-Ange - Auteuil, raccordée en pointe sur la voie direction Pont de Sèvres ;
- avec la ligne 6 en deux points : entre les stations Rue de la Pompe - Avenue Georges Mandel et Trocadéro, raccordée en  pointe sur la voie direction Mairie de Montreuil, et à l'entrée de la station Trocadéro, raccordée en talon sur la voie direction Pont de Sèvres ;
- avec la ligne 8 en deux points entre les stations Saint-Martin et République sur les deux voies, par deux bretelles en talon pour le sens ouest-est et en pointe pour le sens est-ouest ; ces raccordements étaient prévus pour permettre aux trains de la ligne 9 d'utiliser les garages de la ligne 8 à l'est de République ;
- avec la ligne 2 entre les stations Nation et Rue des Boulets, raccordée en talon sur la voie direction Pont de Sèvres.

### Ateliers
Le matériel de la ligne 9 est entretenu par les ateliers de Boulogne. Ils sont raccordés sur les voies au terminus de Pont de Sèvres. Soixante agents sont affectés à cet atelier en 2007.
La maintenance lourde et la révision régulière (batteries, bobinages, peintures) du matériel de la ligne 9, comme de tous les matériels sur fer du réseau, se déroule aux ateliers de Choisy. Ouverts en 1931, ils sont situés dans le 13e arrondissement de Paris à proximité du Boulevard périphérique et accessibles via un embranchement de la ligne 7. Ils se décomposent en deux entités distinctes : un atelier de maintenance pour les rames de la ligne 7 et un atelier de révision de l'ensemble des rames sur fer du métro. L'ensemble occupe une surface totale d'environ 34 350 m2. Son effectif est de 330 agents en 2007.

## Exploitation

### Desserte
En 2008, le parcours complet de la ligne demande 52 minutes, ce qui constitue le plus long temps de parcours entre terminus du métro parisien, à égalité avec la ligne 8. Comme sur toutes les principales lignes du métro, le premier départ a lieu de la tête de ligne vers 5 h 30, mais la longueur de la ligne implique qu'il faut une première circulation partielle afin d'assurer la desserte aux mêmes horaires que les autres lignes sans dépasser trop largement l'amplitude horaire de desserte. Une dernière circulation partielle est, de même, mise en place.
Par conséquent :
- en direction de Pont de Sèvres, les premiers départs ont lieu à 5 h 24 de Mairie de Montreuil, 5 h 25 de Porte de Montreuil, 5 h 24 de Nation et 5 h 46 de Porte de Saint-Cloud ;
- en direction de Mairie de Montreuil, les premiers départs ont lieu à 5 h 30 de Pont de Sèvres, 5 h 30 de Porte de Saint-Cloud, 5 h 35 de Havre - Caumartin et 5 h 42 de Porte de Montreuil.

Le dernier départ pour un trajet complet a lieu à 0 h 26 en direction de Mairie de Montreuil et à 0 h 26 également en direction de Pont de Sèvres, suivis de deux départs à 0 h 31 dans chaque sens pour une desserte partielle. Le dernier départ pour un parcours complet est fixé à 1 h 26 dans les deux sens les nuits des vendredis aux samedis, des samedis aux dimanches et des veilles de fête aux jours de fête.
L'intervalle moyen entre les rames est de deux à quatre minutes en journée, de deux à huit minutes en extrême soirée, de quatre à sept minutes le dimanche et de dix minutes les nuits des vendredis aux samedis, des samedis aux dimanches et des veilles de fête aux jours de fête après 0 h 30 (après 1 h 15 les nuits des vendredis aux samedis).

### Matériel roulant
À l'ouverture en 1922, la ligne est desservie par des rames de trois voitures, deux motrices 500 encadrant une remorque de type A, longue de onze mètres. Le prolongement à Chaussée d'Antin en 1923 apporte une augmentation de fréquentation ; les rames sont alors prolongées à quatre voitures dont deux remorques.

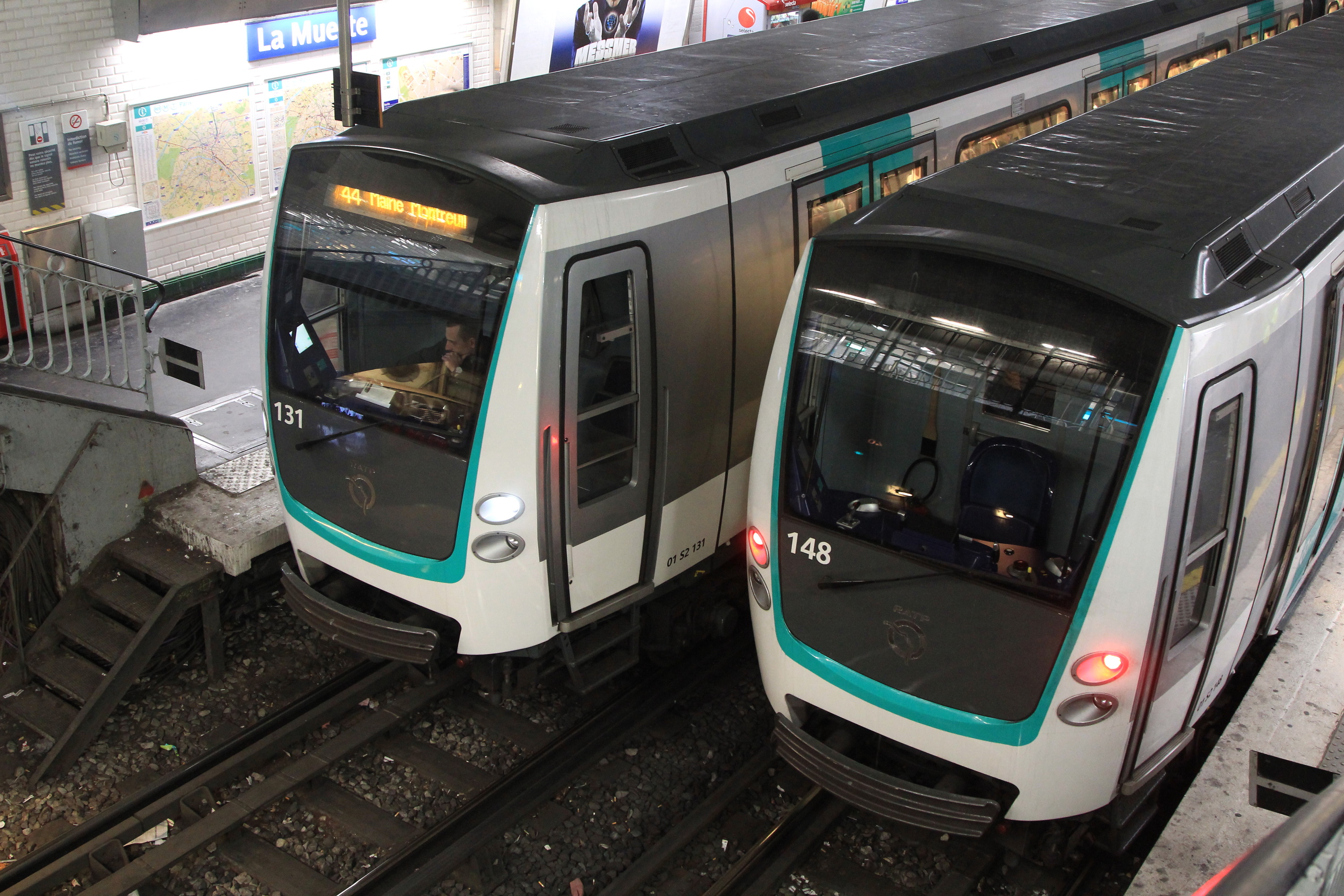
Deux rames MF 01 à la station La Muette.

La ligne 9 reçoit ses premiers MF 67 de série D le 8 juillet 1974 jusqu'en 1975 avec un total de 60 rames provenant pour l'essentiel de la ligne 7 avec en complément 16 rames Sprague pour le renfort aux heures de pointe. Le matériel Sprague-Thomson circule pour la dernière fois à Paris sur la ligne 9 le 16 avril 1983. La ligne a ensuite conservé son parc MF 67 en intégralité jusqu'en 2013. De 1995 à 1998, la rénovation du parc a été réalisée avec l'adoption de la livrée vert jade de la RATP adoptée en 1992.

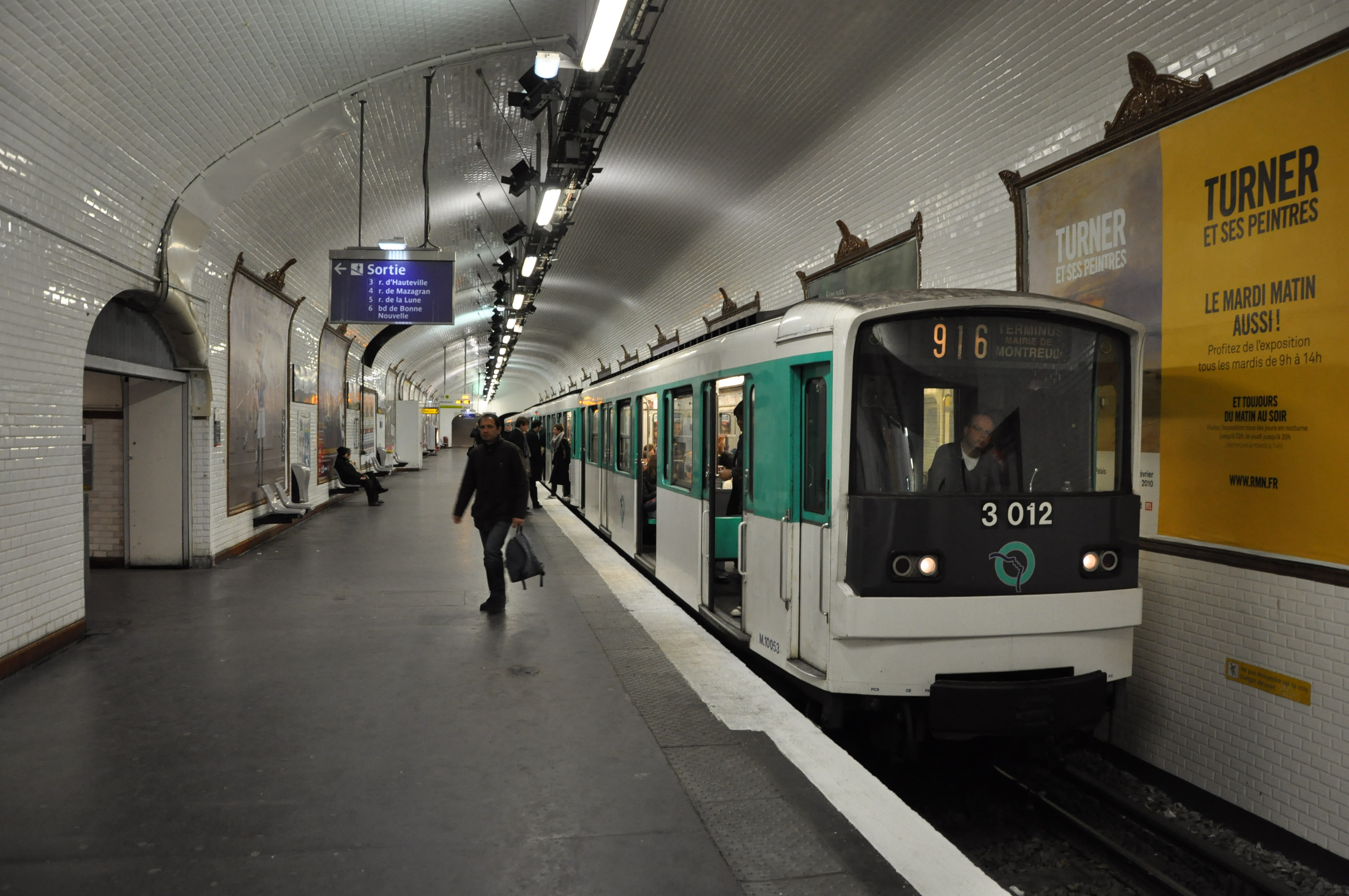
Une rame MF 67, série ayant quitté la ligne en 2016, à la station Bonne-Nouvelle.

Le 25 juillet 2011, la RATP a levé pour le compte du STIF la dernière tranche optionnelle de 66 rames MF 01 du contrat signé le 12 juillet 2001, auprès d'un groupement d'industriels comprenant notamment Alstom et Bombardier dont il était alors prévu d'étaler les livraisons de 2012 à 2016. Le 9 février 2011, le conseil du STIF avait voté l'achat des rames prévues en levant la tranche optionnelle sur le marché contracté par la RATP, pour un coût plafond de 330 millions d'euros,, dans la continuité des livraisons effectuées de 2011 à 2013 sur la ligne 5. Le matériel possède le même aménagement que sur les lignes 2 et 5, avec en particulier la ventilation réfrigérée. Il a une nouvelle livrée, mêlant les couleurs du STIF à celles de la RATP. La première rame est livrée en mai 2013 ; après des essais sur la ligne 5, elle est mise en service sur la ligne 9 le 21 octobre 2013. Les rames MF 67 en service sur la ligne sont progressivement mutées sur les lignes 10 et 12. La dernière rame MF 67 a circulé le 14 décembre 2016.

### Personnel d'exploitation

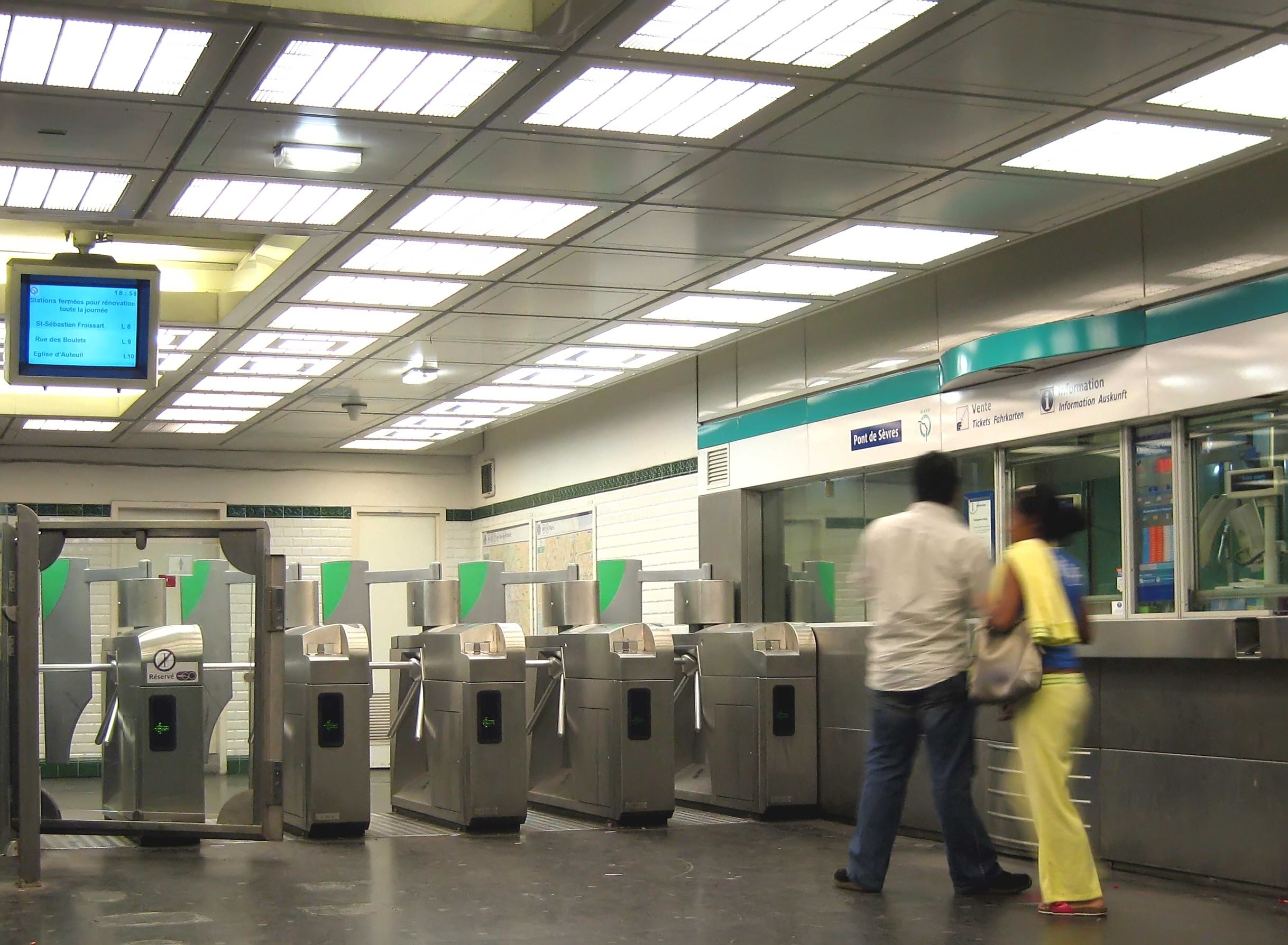
La salle des billets de la station Pont de Sèvres.

Deux catégories de personnel sont distinguées : les agents en station et les agents de conduite. Les agents de station ont pour mission de tenir la caisse, d'assurer le contrôle des voyageurs ainsi que la gestion des lieux, la vérification des installations et d'autres tâches à définir selon les besoins du service. Quelques agents sont par ailleurs détachés pour la durée du service afin d'assurer les relèves de caisses. Les stations sont gérées par la ligne 9, à l'exception de dix d'entre elles, gérées par d'autres lignes. Les conducteurs assurent la marche des rames. Le service est assuré sur trois roulements de travail (matin, après-midi, nuit).

### Tarification et financement
La tarification de la ligne est identique à celle en vigueur sur tout le réseau du métro. Un ticket « métro-train-RER », qui remplace le ticket t+ au 1er janvier 2025, permet un trajet simple quelle que soit la distance, avec une ou plusieurs correspondances possibles avec les autres lignes de métro, de Transilien ou de RER pendant une durée maximale de 1 h 30 entre la première et dernière validation. En revanche, un ticket « métro-train-RER » ne permet pas d'emprunter les bus et les tramways, à l'exception des lignes « Tram Express » à titre temporaire.
Le financement du fonctionnement de la ligne (entretien, matériel et charges de personnel) est assuré par l'exploitant. Cependant, les tarifs des billets et abonnements sont limités par choix politique et leur montant ne couvre pas les frais réels de transport. Le manque à gagner est compensé par l'autorité organisatrice, Île-de-France Mobilités, présidée depuis 2005 par le président du conseil régional d'Île-de-France et composé d'élus locaux. Elle définit les conditions générales d'exploitation, ainsi que la durée et la fréquence des services. L'équilibre financier du fonctionnement est assuré par une dotation globale annuelle aux transporteurs de la région grâce au versement mobilité payé par les entreprises et aux contributions des collectivités publiques.

### Trafic
Le trafic de la ligne 9 la situe en troisième position du réseau parisien pour sa fréquentation après les lignes 1 et 4. Le trafic de la ligne est donc important : le nombre total de voyageurs transportés représente environ les deux tiers de la fréquentation de la ligne 1 mais plus du double des ligne 10 et ligne 11. De 2004 à 2010, la ligne a connu une hausse de 11,88 % de son trafic.
| Année                              | 1992  | 1993  | 1994  | 1995 | 1996  | 1997  | 1998  | 1999  | 2000  | 2001  | 2002  | 2003  | 2004  |
| Nombre de voyageurs (en millions), | 115,4 | 111,4 | 110,6 | 97,8 | 103,3 | 104,2 | 106,0 | 105,9 | 109,4 | 113,5 | 112,6 | 110,6 | 116,2 |

| Année                              | 2007  | 2008  | 2009  | 2010  | 2011  | 2012  | 2013  | 2014  | 2015  | 2016  | 2017  | 2018  | 2019   | 2020  | 2021  | 2022   | 2023  | 2024  |
| Nombre de voyageurs (en millions), | 120,3 | 127,8 | 127,3 | 130,6 | 132,0 | 135,2 | 134,7 | 135,4 | 133,7 | 135,3 | 137,9 | 143,0 | 136,41 | 67,76 | 93,82 | 123,52 | 131,0 | 133,2 |

En 2004, les stations les plus fréquentées desservies par la ligne sont par ordre décroissant (en trafic annuel, toutes lignes incluses) : République (15,14 millions de voyageurs), Franklin D. Roosevelt (12,19 millions) et Strasbourg - Saint-Denis (8,76 millions). En 1998, le trafic quotidien atteint 377 700 voyageurs en moyenne chaque jour ouvrable, 242 798 le samedi et 140 647 le dimanche. En 2003, le trafic annuel atteint 110 484 568 voyageurs, avec un trafic quotidien de 398 554 voyageurs en moyenne chaque jour ouvrable, 262 951 le samedi et 160 601 le dimanche. En 2009, le trafic annuel atteint 127 millions de voyageurs et 130 millions en 2010.

## Prolongements envisagés

### Prolongement à l'est

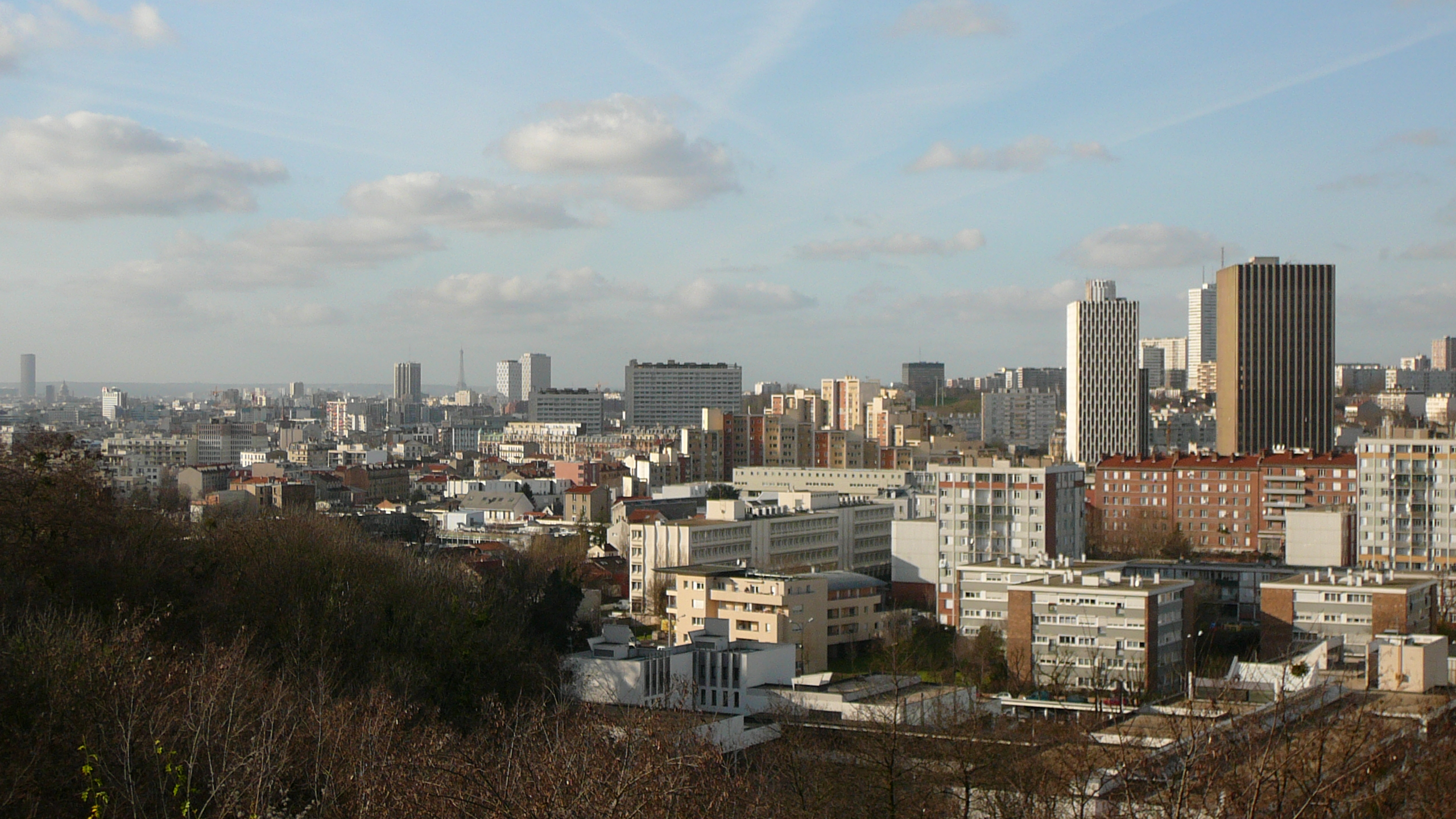
La ligne 9 pourrait être prolongée vers l'hôpital André-Grégoire.

Durant les années 1980, il est envisagé de prolonger la ligne jusqu'à Rosny-sous-Bois mais cette extension ne dépasse jamais le stade de projet.
Un projet d'extension de la ligne de Mairie de Montreuil vers le quartier des Murs à pêches, créant deux nouvelles stations, est inscrit en phase 2 (horizon 2014 - 2020) du Schéma directeur de la région Île-de-France (SDRIF), adopté par délibération du Conseil régional d'Île-de-France le 25 septembre 2008.
Son objectif est de permettre la mise en interconnexion avec le tramway T1 prolongé de Noisy-le-Sec à Val-de-Fontenay,.
À la suite du succès remporté dans le cadre du prolongement de la ligne 11 en 2011, les municipalités de Romainville, Noisy-le-Sec, Les Lilas, Montreuil et Rosny-sous-Bois se réunissent durant l'année 2012 autour de la ville de Montreuil pour que celle-ci puisse accélérer sa demande de prolongement au STIF. Ce prolongement de trois kilomètres doit alors desservir un bassin environ 30 000 habitants. Compte tenu des autres projets de transport en commun qui monopolisent les financements, la date souhaitée pour une mise en service est cependant repoussée à 2025.
Liste de stations alors proposées dans la ville de Montreuil :
|  |   |  | Station                   | Communes  | Correspondances   |
|  | - |  | ------------------------- | --------- | ----------------- |
|  | • |  | Mairie de Montreuil       | Montreuil |                   |
|  | • |  | Sept Chemins              | Montreuil |                   |
|  | ■ |  | Montreuil - Murs à Pêches | Montreuil | en construction : |

Cependant, lors du vote du Schéma directeur de la région Île-de-France (SDRIF) en octobre 2013, un amendement inscrivant une option de prolongement jusqu’à Montreuil - Hôpital au lieu de Montreuil - Murs à Pêches a été adopté. L'objectif est de relier le bas et le haut Montreuil, de favoriser les interconnexions avec la future ligne 11 et le tramway T1, et de développer l’offre de transport dans le quartier des trois communes conformément au dossier du contrat de développement du territoire « Est ensemble, la fabrique du Grand Paris ».
Montreuil et les collectivités limitrophes constituent en 2016 une Association pour la promotion du prolongement de la ligne 9 (APPL9), présidée par le maire PCF Patrice Bessac pour obtenir « l’engagement des études préliminaires » inscrites dans le CPER 2015-2020, qui prévoit un « horizon de réalisation » en 2030.
Liste des stations proposées :
|  |   |  | Station             | Communes                | Correspondances       |
|  | - |  | ------------------- | ----------------------- | --------------------- |
|  | • |  | Mairie de Montreuil | Montreuil               |                       |
|  | • |  | Aristide Briand     | Montreuil               | en construction :     |
|  | ■ |  | Montreuil - Hôpital | Montreuil, Noisy-le-Sec | existant : envisagé : |

### Prolongement à l'ouest
Début 2008, Pierre-Christophe Baguet, alors candidat à la mairie de Boulogne-Billancourt, et Dominique Bussereau, secrétaire d'État aux Transports, ont manifesté leur intérêt pour une extension à l'ouest après l'actuel terminus Pont de Sèvres, dans une boucle desservant deux nouvelles stations : l'île Seguin et les ponts de Billancourt. Cette boucle se serait ensuite raccordée à la station Porte de Saint-Cloud. Ce prolongement devait permettre une meilleure desserte des ex-terrains de Renault, en cours d'aménagement. Cependant, ce projet n'a jamais été proposé ni même étudié par le Syndicat des transports d'Île-de-France, seul compétent en la matière. De fait, il a été rejeté par Jean-Paul Huchon, président de la région Île-de-France. Des élus d'opposition ont depuis réclamé la réalisation effective du tramway Meudon - Boulogne - Saint-Cloud à court terme, au lieu du prolongement du métro évoqué, jugé coûteux et complexe à mener.
La ville de Sèvres a récemment manifesté son intérêt pour un prolongement de cette ligne jusqu'à la station Musée de Sèvres de la ligne T2 du tramway et permettre une correspondance sans rupture de charge. La municipalité a également proposé de changer l'itinéraire de la future ligne 15 du Grand Paris Express en passant par Musée de Sèvres afin d'optimiser les correspondances et d'améliorer la desserte de Sèvres. Cette proposition n'a cependant pas été étudiée, ni financée.

## Tourisme

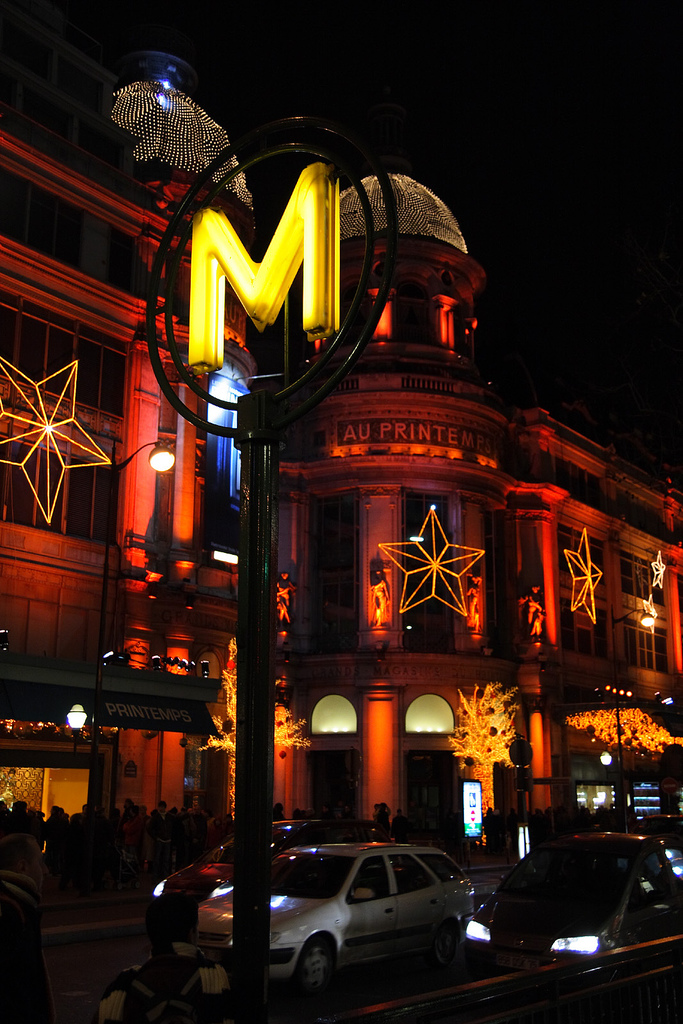
Le boulevard Haussmann, lieu décoré à l'occasion des fêtes de Noël, près de la station Havre - Caumartin.

La ligne 9 dessert plusieurs lieux touristiques et points d'animation importants de Paris et de sa proche banlieue ouest, dont notamment, d'ouest en est :
- le centre-ville de Boulogne-Billancourt, troisième commune d'Île-de-France par sa population (Pont de Sèvres, Billancourt et Marcel Sembat) ;
- le Parc des Princes (Porte de Saint-Cloud) ;
- le quartier d'Auteuil ;
- le quartier de la Muette et le musée Marmottan (La Muette) ;
- le palais de Chaillot, qui abrite le musée de l'Homme, le musée de la Marine, le théâtre national de Chaillot et la Cité de l'architecture et du patrimoine ainsi que la tour Eiffel  (Trocadéro) ;
- l'avenue des Champs-Élysées (Franklin D. Roosevelt) ;
- l'église Saint-Augustin (Saint-Augustin) ;
- les Grands magasins (Havre - Caumartin et Chaussée d'Antin - La Fayette) ;
- les Grands Boulevards (Grands Boulevards et Bonne-Nouvelle) ;
- la place de la République (République) ;
- la place de la Nation et ses colonnes du Trône (Nation).

## Dans la culture
L'écrivain et journaliste Guy Konopnicki a écrit un roman composé d'un chapitre par station qui se déroule tout au long de la ligne : Ligne 9, édité en 2005 par Jean-Claude Gawsewitch (506 pages). Ce roman a été réimprimé en livre de poche en février 2007.